# نهر بوتوماك

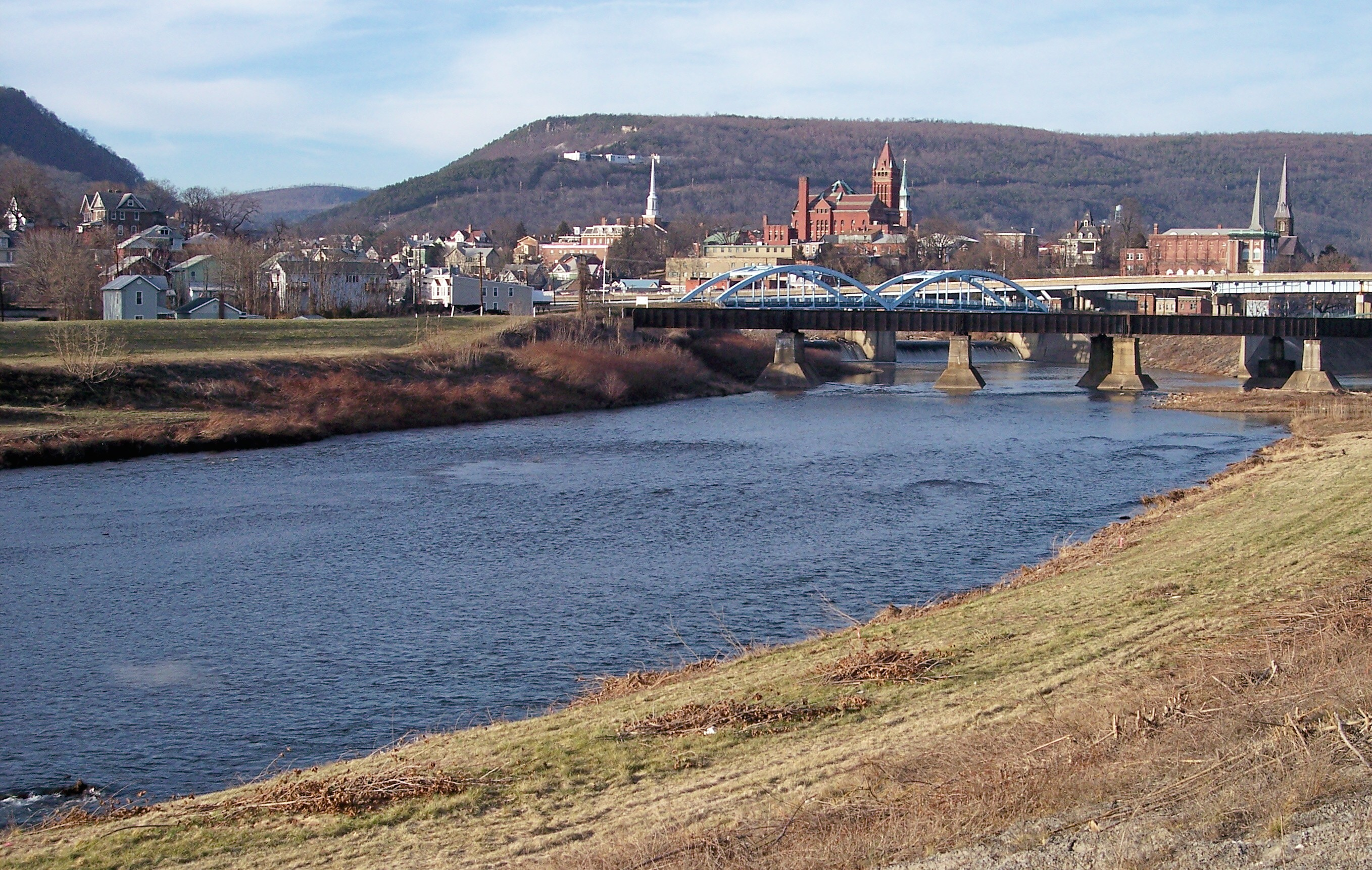
الفرع الشمالي للنهر

نهر بوتوماك (بالإنجليزية: Potomac River) (/pəˈtoʊmək/) يوجد داخل إقليم الأطلسي الأوسط بالولايات المتحدة ويتدفق من مرتفعات بوتوماك نحو خليج تشيزبيك الواقع في وسط الساحل الشرقي للولايات المتحدة الأمريكية المطل على الأطلسي ليصب فيه. يبلغ طول النهر (الجذع الرئيسي والفرع الشمالي) حوالي 652 كيلومتر (405 ميل)، وتقدر مساحة مستجمعه المائي حوالي 38٬000  كم2 (14 700 ميل2).
نهر بوتوماك ترتيبه الرابع في المساحة بين الأنهر الأمريكية التي تصب في المحيط الأطلسي، والحادي والعشرين بين أنهر الولايات المتحدة. يعيش أكثر من خمسة ملايين نسمة حول حوضه، حيث تمنح مياهه أكثر من 8م3 من المياه للفرد الواحد وهذا أكثر من 2,100 جالون أمريكي في العام.
يشكل النهر أجزاء من الحدود على الضفة اليسرى بين ماريلاند وواشنطن دي سي عاصمة الولايات المتحدة حيث تحيط به أشجار الكرز التي تميز العاصمة الأمريكية  وفيرجينيا الغربية وفيرجينيا على الضفة اليمنى للنهر. والجزء السفلي من النهر يقع في ولاية ماريلاند بالكامل، عدا جزء بسيط يقع ضمن حدود قطاع كولومبيا. والحدود مع فرجينيا تُرسم من «نقطة إلى نقطة» (وبالتالي تقع العديد من الخلجان والمسافات البادئة للشواطئ في فرجينيا). ما عدا أجزاء بسيطة من مياه منابعه تقع في فيرجينيا الغربية، يعتبر الفرع الشمالي من النهر «نهر نورث برانش بوتوماك» جزءًا من ولاية ماريلاند حتى علامة المياه المنخفضة على الضفة المقابلة، أما الفرع الجنوبي من النهر «نهر ساوث برانش بوتوماك» فيقع كاملا في ولاية فيرجينيا الغربية باستثناء منابعه التي تقع في ولاية فرجينيا.

## مسار

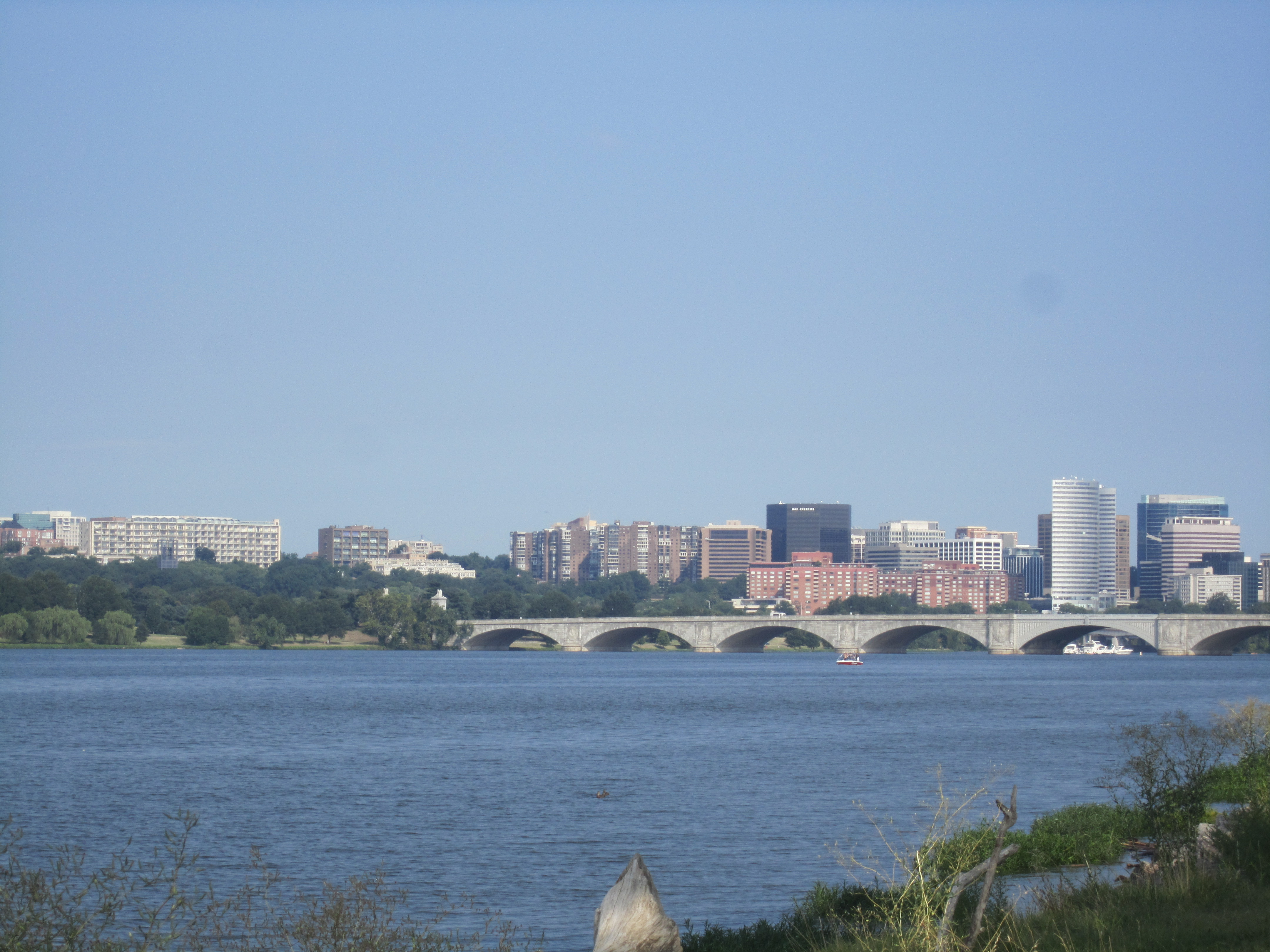
نهر بوتوماك في واشنطن العاصمة، معجسر أرلينغتون التذكاري في المقدمة وروسلين، أرلينغتون، فيرجينيا في الخلفية

يمتد نهر بوتوماك على مسافة 652 كيلومتر (405 ميل) من منتزه فيرفاكس ستون التاريخي والتذكاري [الإنجليزية] في ولاية فرجينيا الغربية على هضبة أليغيني [الإنجليزية] إلى بوينت لوكاوت (ماريلاند) [الإنجليزية] بماريلاند وبمساحة مستجمع مائي حوالي 38٬000  كم2 (14 700 ميل2). يبلغ طول النهر من تقاطع فرعيه الشمالي والجنوبي إلى بوينت لوكاوت حوالي 486 كيلومتر (302 ميل). كان متوسط التدفق اليومي خلال سنوات 1931 – 2018 م هو 11,498 قدم مكعب (325.6 م3)/ثانية. في مارس 1936 سُجل أعلى متوسط تدفق يومي على الإطلاق في نهر بوتوماك في ليتل فولز [الإنجليزية] (بالقرب من واشنطن العاصمة) حيث بلغ 426,000 قدم مكعب (12,100 م3)/ثانية، وفي سبتمبر 1966، سُجل أدنى متوسط تدفق يومي على الإطلاق في نفس الموقع بـ 601.0 قدم مكعب (17.02 م3)/ثانية، في 19 مارس 1936، سُجل أعلى فيضان لبوتوماك على الإطلاق في ليتل فولز بمقدار 28.10 قدم (8.56 م)؛ ومع ذلك، فإن الفيضانات الأكثر ضررًا التي أثرت على واشنطن العاصمة والمنطقة الحضرية حدثت في أكتوبر 1942.
النهر له مصدران. يقع مصدر الفرع الشمالي في فيرفاكس ستون الواقع عند تقاطع مقاطعات غرانت وتاكر وبريستون في ولاية فرجينيا الغربية. يقع مصدر الفرع الجنوبي بالقرب من هايتاون [الإنجليزية] في مقاطعة هايلاند الشمالية، فيرجينيا. يتلاقى فرعا النهر شرق غرين سبرينج [الإنجليزية] في مقاطعة هامبشاير، فيرجينيا الغربية، لتشكيل بوتوماك. أثناء تدفقها من منابعها إلى خليج تشيسابيك، تعبر بوتوماك خمس مقاطعات جيولوجية: هضبة الآبالاش، ريدج ووادي [الإنجليزية]، ال بلو ريدج، هضبة بيدمونت، والسهل الساحلي الأطلسي [الإنجليزية].
بمجرد أن ينزل نهر بوتوماك من بيدمونت إلى السهل الساحلي عند خط جندلة الساحل الأطلسي [الإنجليزية] في ليتل فولز، يُؤثر المد والجزر على النهر أثناء مروره عبر واشنطن العاصمة وما وراءها. تزداد الملوحة في مصب نهر بوتوماك(2) بعد ذلك مع زيادة المسافة في اتجاه مجرى النهر. يتسع المصب أيضًا ليصل إلى 17 كيلومتر عند فمه، بين بوينت لوكاوت بماريلاند، وسميث بوينت بفيرجينيا، قبل أن يتدفق إلى خليج تشيسابيك.

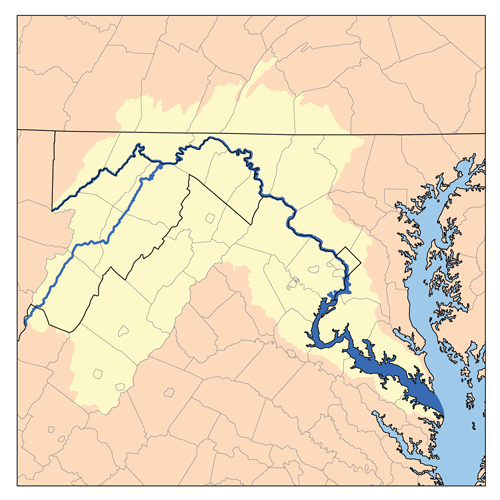
نهر بوتوماك
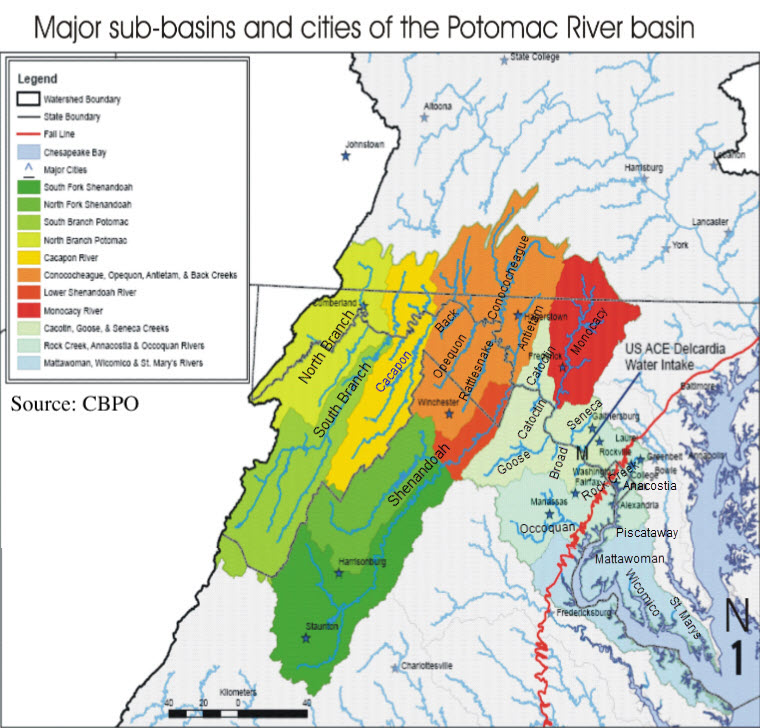
الأحواض الفرعية والمدن الرئيسية لحوض نهر بوتوماك
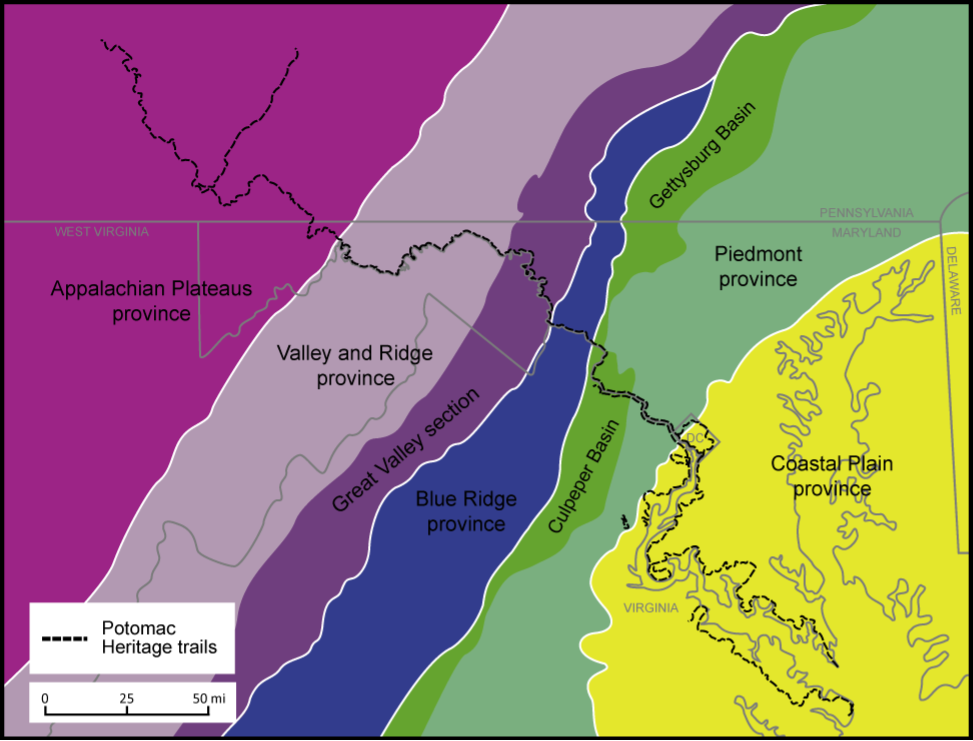
خريطة توضح الأقاليم الجيولوجية الخمس التي يتدفق من خلالها نهر بوتوماك

| اسم الرافد                                                                | منطقة الصرف (كم 2 ؛ ميل 2) |
| ------------------------------------------------------------------------- | -------------------------- |
| الحوض العلوي                                                              |                            |
| الفرع الشمالي                                                             | 2,266 كيلومتر (1,408 ميل)  |
| الفرع الجنوبي                                                             | 3,756 كيلومتر (2,334 ميل)  |
| نهر كاكابون                                                               | 677 كيلومتر (421 ميل)      |
| كونوكوتشيج كريك                                                           | 469 كيلومتر (291 ميل)      |
| أنتيتام كريك                                                              | 283 كيلومتر (176 ميل)      |
| أوبيكون كريك                                                              | 309 كيلومتر (192 ميل)      |
| نهر شيناندواه                                                             | 3,012 كيلومتر (1,872 ميل)  |
| نهر مونوكسي                                                               | 813 كيلومتر (505 ميل)      |
| الحوض السفلي                                                              |                            |
| روك كريك                                                                  | 210 كيلومتر (130 ميل)      |
| نهر أناكوستيا                                                             | 418 كيلومتر (260 ميل)      |
| بيسكاتواي كريك                                                            | 163 كيلومتر (101 ميل)      |
| نهر أوككوكوان                                                             | 1,614 كيلومتر (1,003 ميل)  |
| ماتومان كريك                                                              | 203 كيلومتر (126 ميل)      |
| نهر ويكوميكو                                                              | 467 كيلومتر (290 ميل)      |
| بناءً على البيانات المقدمة من لجنة ما بين الولايات لحوض نهر بوتوماك(ICPRB) |                            |

## التاريخ
«بوتوماك» تهجئة أوروبية لكلمة باتاوميك وهي اسم ألغونكوي لقرية أمريكية أصيلة على ضفتها الجنوبية. كان للأمريكيين الأصليين أسماء مختلفة لأجزاء مختلفة من النهر، حيث يطلقون على النهر فوق غريت فولز كوهونغاروتون، ويعني «اتزمير الأوز» و «باتاومكي» أسفل الشلالات، مما يعني «نهر البجع». اتخذت تهجئة الاسم أشكالًا عديدة على مر السنين من «باتاوميك» (كما في خريطة الكابتن جون سميث) إلى «باتوماكي» و «باتوماك» والعديد من الأشكال الأخرى في القرن الثامن عشر وحاليًا «بوتوماك». حدد مجلس الأسماء الجغرافية [الإنجليزية] اسم النهر رسميًا باسم «بوتوماك» في عام 1931.

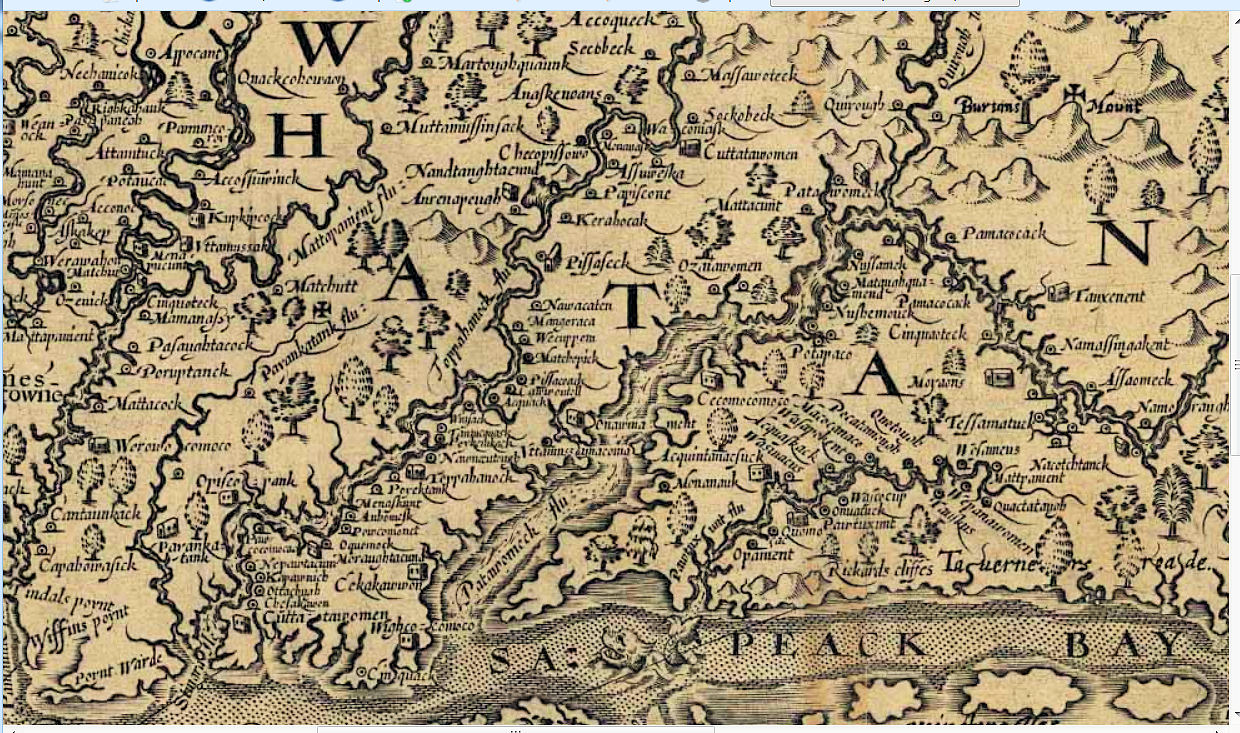
في عام 1608، استكشف الكابتن جون سميث النهر المعروف الآن باسم بوتوماك وصنع رسومات لملاحظاته والتي جُمعت لاحقًا في خريطة ونُشرت في لندن عام 1612. تُظهر هذه التفاصيل من تلك الخريطة نقله للنهر الذي أخبرته القبائل المحلية أنه يسمى "باتاوميك".

لوحظ تشابه الاسم مع الكلمة اليونانية القديمة للنهر، بوتاموس، لأكثر من قرنين من الزمان، لكنه يبدو محض الصدفة.

يبلغ عمر النهر 3.5 مليون سنة على الأقل، المحتمل أن يمتد من عشرة إلى عشرين مليون سنة قبل الحاضر عندما انخفض المحيط الأطلسي وانكشفت الرواسب الساحلية على طول خط الجندلة. وشمل ذلك المنطقة الواقعة في غريت فولز، والتي تآكلت على شكلها الحالي خلال فترات التجلد الأخيرة.

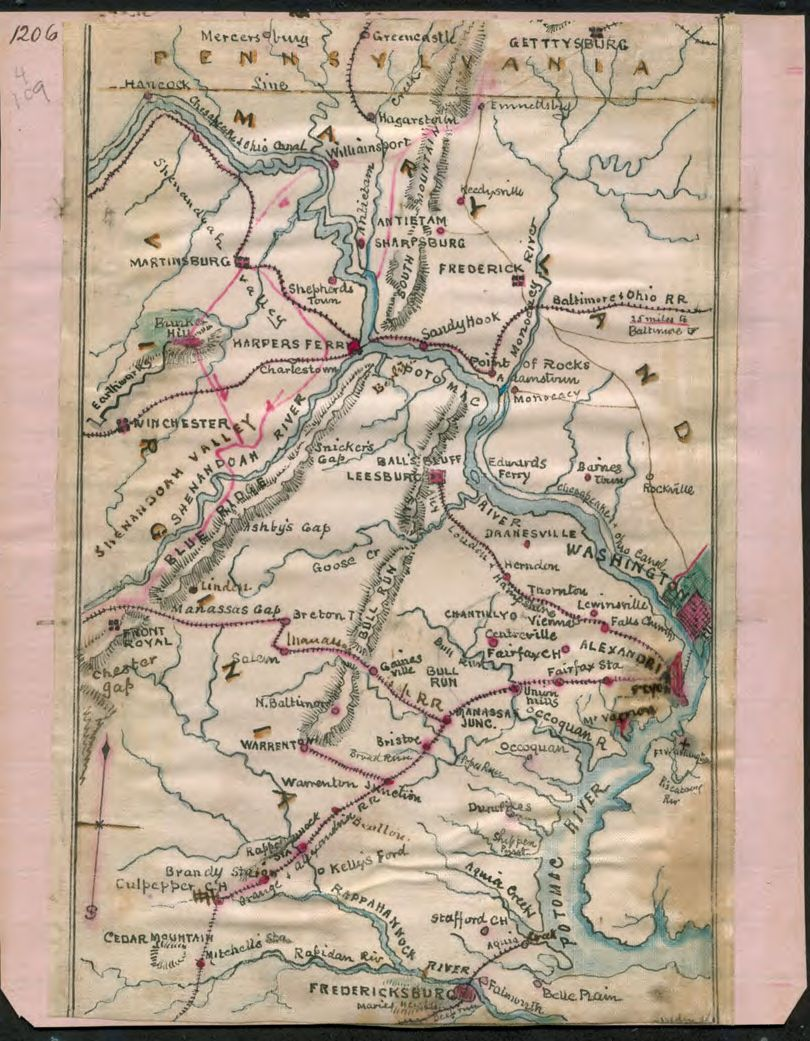
خريطة لنهر بوتوماك وضواحيه حوالي عام 1862 بواسطة روبرت نوكس سندين.

يجمع نهر بوتوماك بين مجموعة متنوعة من الثقافات في جميع أنحاء الحوض من عمال مناجم الفحم في المنبع في فرجينيا الغربية إلى سكان الحضر في عاصمة الأمة، وعلى طول بوتوماك السفلي، والمجدفون في فيرجينيا الشمالية.
أدى وقوع النهر في منطقة غنية بالتاريخ الأمريكي والتراث الأمريكي إلى تسمية نهر بوتوماك «نهر الأمة». ولد جورج واشنطن، أول رئيس للولايات المتحدة، في حوض بوتوماك وأجرى مسحًا وقضى معظم حياته فيه. تقع كل من واشنطن العاصمة، عاصمة الأمة، أيضًا داخل الحوض المائي. كان حصار هاربرز فيري عام 1859 عند التقاء النهر مع شيناندواه بمثابة مقدمة للعديد من المعارك الملحمية للحرب الأهلية الأمريكية في وحول نهر بوتوماك وروافده، مثل معركة بلاف بلاف عام 1861 ومعركة شيبردزتاون عام 1862.
عبر الجنرال روبرت إي لي النهر ومن ثم غزا الشمال وهدد واشنطن العاصمة مرتين في حملات بلغت ذروتها في معارك أنتيتام (17 سبتمبر 1862) وغيتيسبرغ (1 - 3 يوليو 1863). عبر الكونفدرالي الجنرال جوبال أندرسون إيرلي النهر في يوليو 1864 في محاولته الغارة على عاصمة الأمة. لم يفصل النهر الاتحاد عن الكونفدرالية فحسب، بل أطلق أيضًا اسمًا على أكبر جيش في الاتحاد، جيش بوتوماك. كان جورج واشنطن يعد قناة باتوماك لربط منطقة مياه المد بالقرب من جورجتاون بكمبرلاند بولاية ماريلاند. بدأت في عام 1785 على جانب فيرجينيا من النهر، ولم يكتمل حتى عام 1802. أدت المشاكل المالية إلى إغلاق القناة في عام 1830. عملت قناة تشيسابيك وأوهايو بمزواة ضفاف نهر بوتوماك في ولاية ماريلاند ما بين 1831 و1924 وذلك لربط كمبرلاند إلى واشنطن العاصمة هذه البضائع المسموح نقلها حول التيارات النهرية السريعة المعروفة باسم الشلالات العظيمة لنهر بوتوماك، وكذلك مثل العديد من التيارات النهرية الأخرى الأقل سرعة.
بدأت واشنطن العاصمة في استخدام بوتوماك مصدرًا رئيسيًا لمياه الشرب مع افتتاح قناة واشنطن المائية في عام 1864، باستخدام شبكة توزيع المياه التي أُنشأت في غريت فولز.

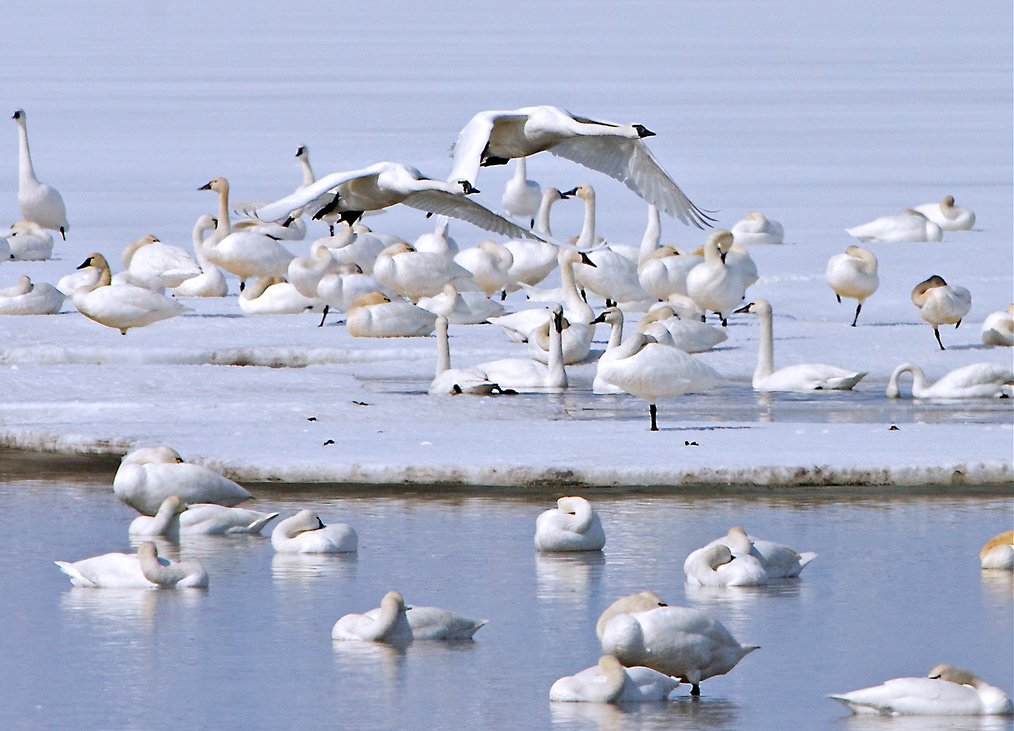
كانت بجعات التندرا هي الأنواع السائدة من البجع على نهر بوتوماك عندما سكنت قبائل ألجونكويان على طول شواطئها، ولا تزال تشكل أكثر الأنواع اكتظاظًا بالسكان حتى يومنا هذا.
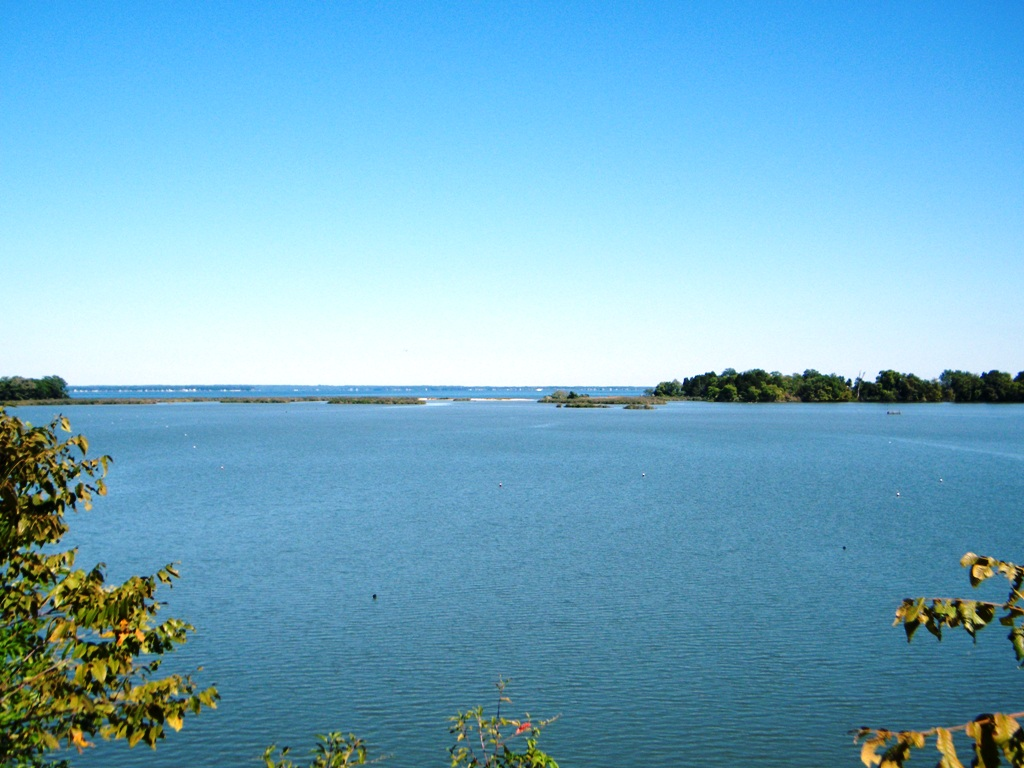
منظر لنهر بوتوماك من مسقط رأس جورج واشنطن في مقاطعة ويستمورلاند، فيرجينيا
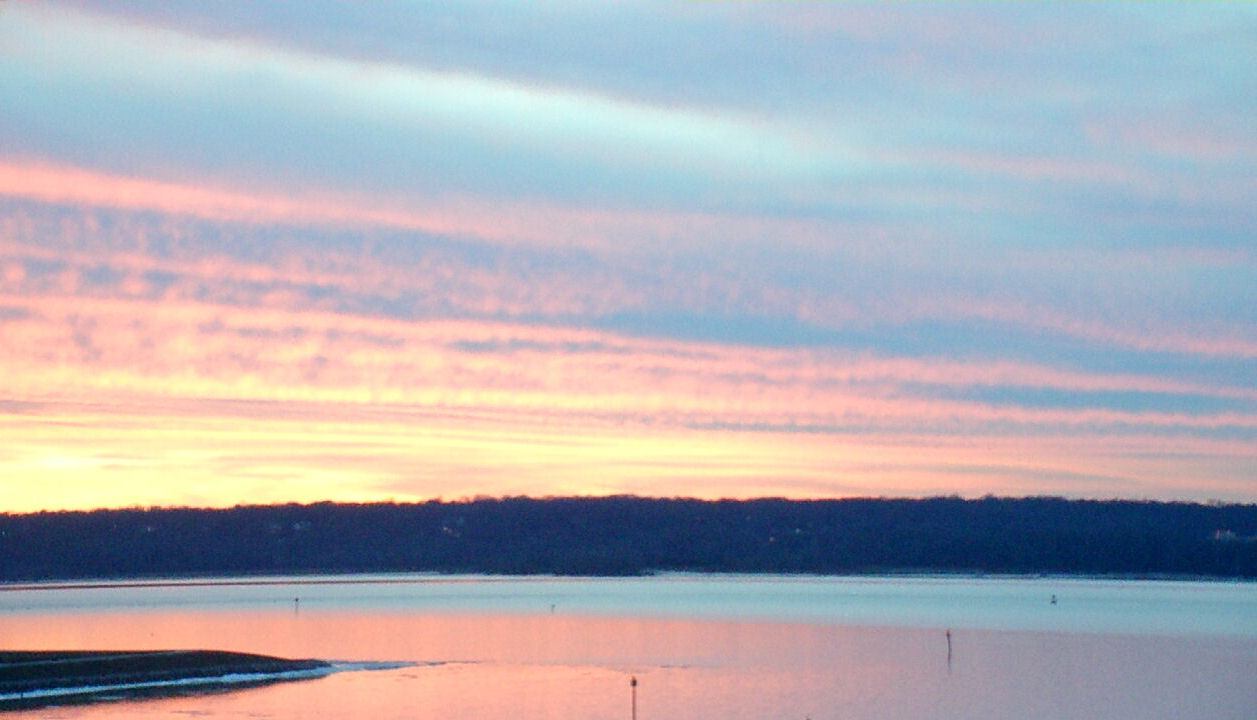
غروب الشمس فوق نهر بوتوماك بالقرب من جبل فيرنون

## إمدادات المياه وجودة المياه
بمعدل 486 مليون غالون أمريكي (1,840,000 م3) تقريبًا من المياه تُسحب يوميًا من بوتوماك في منطقة واشنطن(1) لإمدادات المياه، مما يوفر حوالي 78 في المائة من إجمالي استخدام المياه في المنطقة، وتشمل هذه الكمية حوالي 80 في المائة من مياه الشرب التي يستهلكها سكان المنطقة البالغ عددهم 6.1 مليون نسمة.

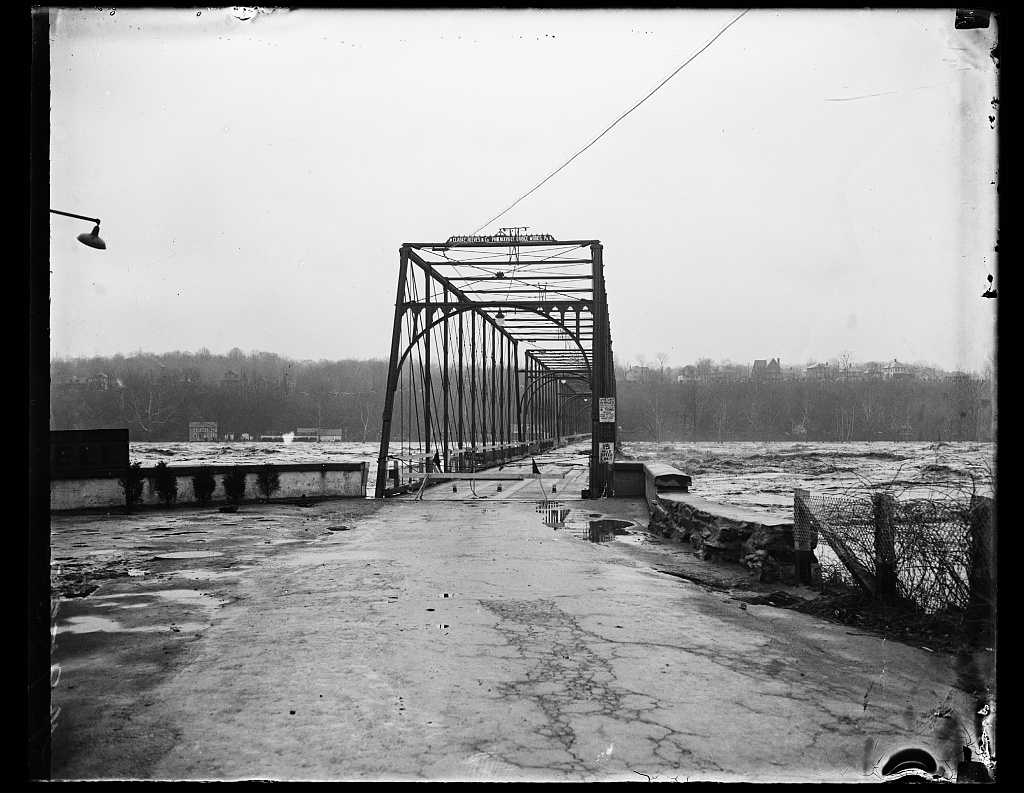
اندفع نهر بوتوماك فوق سطح جسر تشاين خلال فيضان 1936 التاريخي. تعرض الجسر لأضرار بالغة جراء المياه الهائجة، والحطام الذي يحمله، مما أدى إلى إعادة بناء بنيته الفوقية؛ افتتح الجسر الجديد للمرور عام 1939. (التقطت هذه الصورة من موقع متميز على طريق غليب في مقاطعة أرلينغتون، فيرجينيا. تقع المنازل الموجودة على المنحدرات في الخلفية في الباليسادس في واشنطن العاصمة.)

نتيجة للفيضانات المدمرة في عامي 1936 و937، اقترح سلاح المهندسين بالجيش مشاريع خزان حوض نهر بوتوماك، وهي سلسلة من السدود التي تهدف إلى تنظيم النهر وتوفير إمدادات مياه أكثر موثوقية. كان من المقرر بناء سد واحد في ليتل فولز، شمال واشنطن مباشرة، لدعم جمع ما يصل حتى غريت فولز. فوق غريت فولز مباشرة، اقترح سد سينيكا الأكبر بكثير والذي يمتد خزانه إلى هاربرز فيري. واقترح العديد من السدود الأخرى لنهر بوتوماك وروافده.
| سدود على نهر بوتوماك |
| --- |
| في حالة تشغيل - سد ليتل فولز (نهر بوتوماك) الملقب بسد بروكمونت (عند ميلبوست 5.6 لقناة سي أند أو، أعلى جسر تشاين) - سد قناة بوتوماك (عند 17.5 قناة سي أند أو ميلبوست، أعلى منبع جريت فولز) - سد التغذية سي أند أو رقم 4 (في قناة سي أند أو ميلبوست 84، أسفل مجرى ويليامسبورت، ماريلاند) - سد هنيوود المعروف أيضًا باسم سي أند أو السد المغذي رقم 5 (في قناة سي أند أو ميلبوست 106، المنبع من ويليامسبورت، ماريلاند) - سد كمبرلاند المعروف أيضًا باسم السد المغذي رقم 8 (على الفرع الشمالي لنهر بوتوماك، على بعد 40 ميلًا من مجرى نهر فيرفاكس) - سد جينينغز راندولف (على الفرع الشمالي لنهر بوتوماك، 27 ميلاً أسفل مجرى حجر فيرفاكس) غير قابل للتشغيل - سد سي أند أو المغذي رقم 1 (سي أند أو قناة ميلبوست 5.6، المنبع من جسر تشين بالقرب من القفل 6 ؛ المرتبط بقناة ليتل فولز التفاف) - سد سينيكا المعروف أيضًا باسم سد التغذية رقم 2(في قناة سي أند أو ميلبوست 22، بالقرب من قفل فيوليت) - سد أرموري ويعرف أيضًا باسم سي أند أو السد المغذي رقم 3 (في قناة سي أند أو ميلبوست 62، أعلى المنبع من هاربرز فيري فيرجينيا الغربية) - سد سي أند أو المغذي رقم 6 (في قناة سي أند أو ميلبوست 134، غرب هانكوك، ماريلاند) مخطط، لكن لم يُجسد قط - اقتراح بناء سد سي أند أو المغذي رقم 7 وغارد لوك رقم 7 بالقرب من ميلبوست 164، بالقرب من مصب الفرع الجنوبي من بوتوماك، ولكن لم يتم بناؤهما أبدًا بسبب الاعتبارات المالية. |

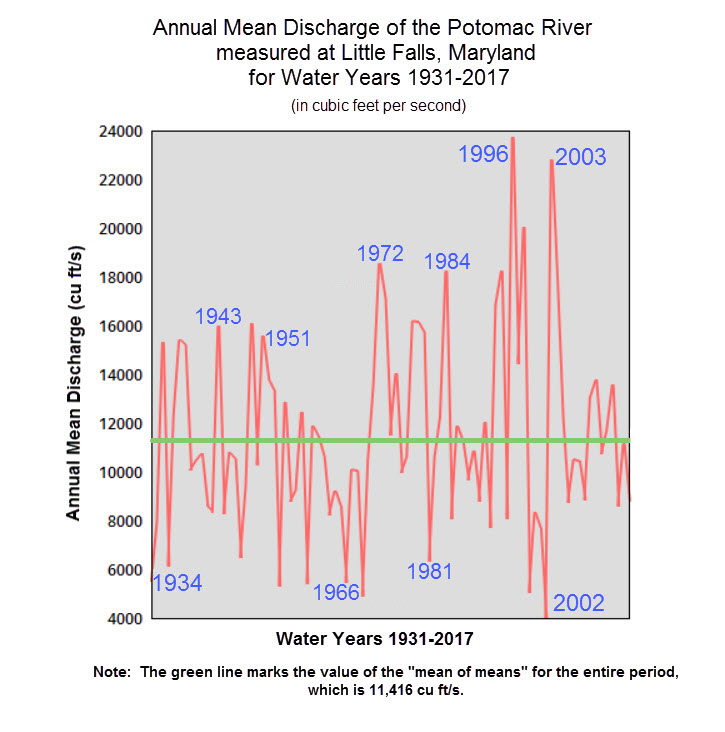
يعرض هذا الرسم البياني متوسط التدفق السنوي لنهر بوتوماك الذي تم قياسه في ليتل فولز بولاية ماريلاند لسنوات 1931-2017 (بالأقدام المكعبة في الثانية). مصدر البيانات: USGS

عندما أصدر الفيلق دراسات مفصلة في الخمسينيات من القرن الماضي، واجهوا معارضة مستمرة، بقيادة قاضي المحكمة العليا الأمريكية ويليام أو دوغلاس، مما أدى إلى التخلي عن الخطط. كان سد بحيرة جينينغز راندولف في الفرع الشمالي هو مشروع السد الوحيد الذي بُني. بنى الفيلق مدخولًا إضافيًا للمياه لقناة واشنطن المائية في ليتل فولز في عام 1959.
| القيمة              | متوسط التدفق السنوي | السنة |
| ------------------- | ------------------- | ----- |
| الدنيا              | 4 017               | 2 002 |
| القصوى              | 23 760              | 1 996 |
| الأخيرة             | 18 686              | 2 018 |
| مصدر البيانات: USGS |                     |       |

في عام 1940، أصدر الكونغرس قانونًا يأذن بإنشاء ميثاق مشترك بين الولايات لتنسيق إدارة جودة المياه بين الولايات في حوض بوتوماك. وافقت ماريلاند، وفرجينيا الغربية، وبنسلفانيا، وفيرجينيا، ومقاطعة كولومبيا على إنشاء لجنة ما بين الولايات لحوض نهر بوتوماك. عُدل الميثاق في عام 1970 ليشمل تنسيق قضايا إمدادات المياه وقضايا استخدام الأراضي المتعلقة بجودة المياه.

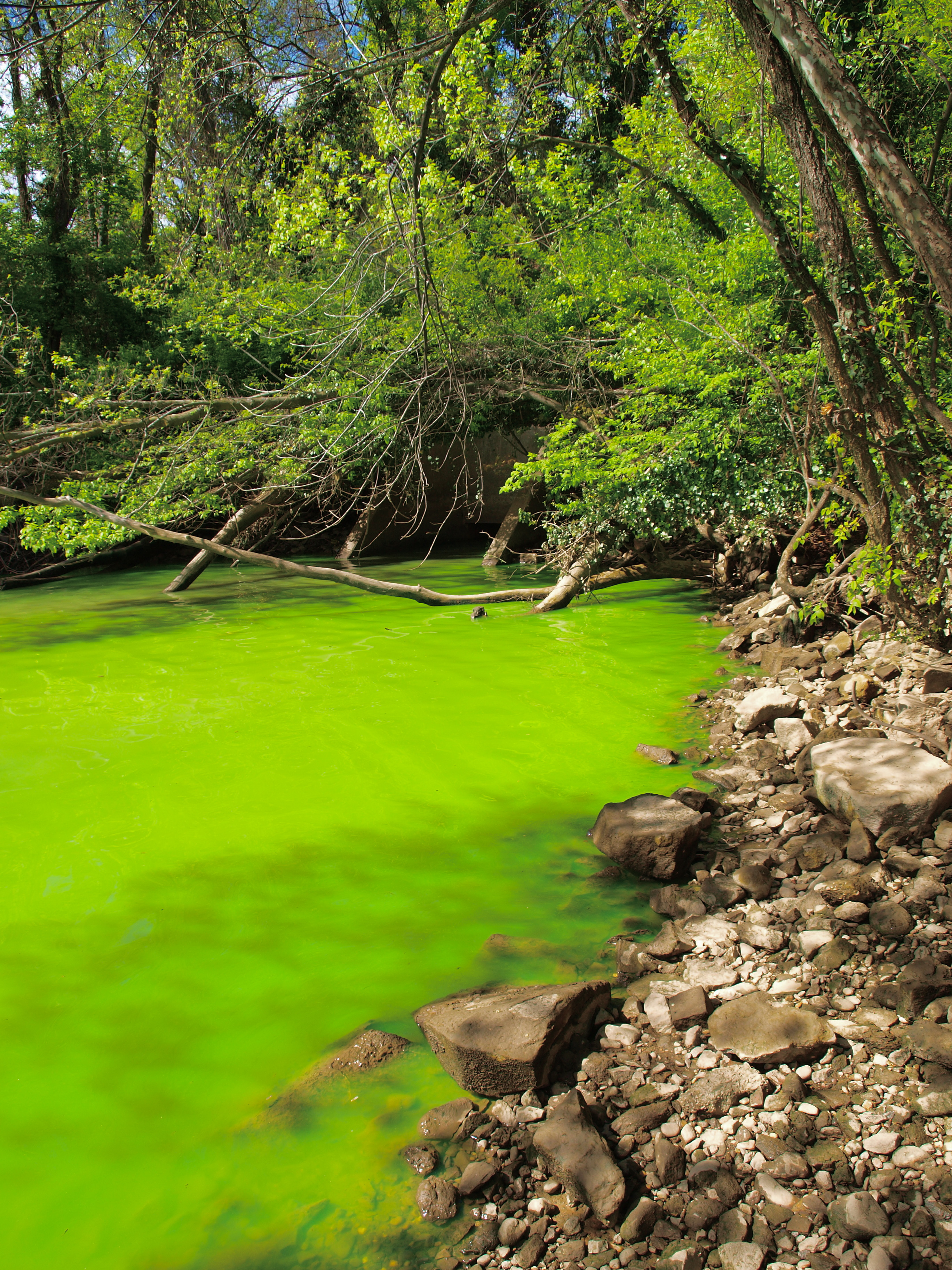
يتضح فرط المغذيات في نهر بوتوماك من هذه المياه الخضراء الزاهية في واشنطن العاصمة، بسبب الازدهار الكثيف للبكتيريا الزرقاء، أبريل 2012

ابتداءً من القرن التاسع عشر، مع زيادة التعدين والزراعة في المنبع ومياه الصرف الصحي في المناطق الحضرية والصرف السطحي، تدهورت جودة المياه في نهر بوتوماك. هذا خلق ظروف فرط المغذيات الشديد. يقال إن الرئيس أبراهام لينكولن كان يلجأ إلى المرتفعات في ليالي الصيف هربًا من الرائحة الكريهة للنهر.
في الستينيات من القرن العشرين، أعلن الرئيس ليندون جونسون أن النهر «وصمة عار وطنية» إثر تكاثر الطحالب الخضراء الكثيفة والتي غطت سطح النهر، وشرع في مسعى طويل الأمد للحد من التلوث الناتج عن مياه الصرف الصحي واستعادة جمال هذا النهر التاريخي وبيئته. كان أحد مشاريع مكافحة التلوث المهمة في ذلك الوقت هو توسيع محطة معالجة مياه الصرف الصحي المتطورة في بلو بلينز، والتي تخدم واشنطن والعديد من المجتمعات المحيطة. أدى سن قانون المياه النظيفة لعام 1972 إلى بناء أو توسيع محطات معالجة مياه الصرف الصحي الإضافية في مستجمعات المياه في بوتوماك. نُفذت رقابة على الفوسفور، وهو أحد المساهمين الرئيسيين في فرط المغذيات، في الثمانينيات من القرن الماضي، من خلال ترقيات محطات الصرف الصحي والقيود المفروضة على الفوسفور في المنظفات.

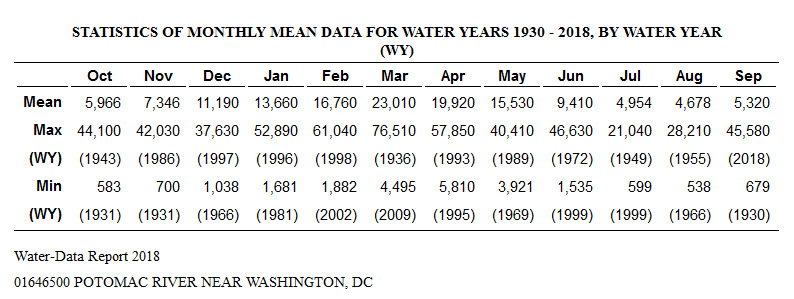
البيانات المتوسطة الشهرية لأعوام 1930 - 2018مصدر البيانات: USGS

بحلول نهاية القرن العشرين، تحقق نجاح ملحوظ، حيث اختف تكاثر الطحالب الهائلة وانتعشت عمليات الصيد الترفيهي وركوب القوارب. ومع ذلك، فإن المواطن المائية لنهر بوتوماك وروافده لا تزال عرضة لفرط المغذيات والفلزات الثقيلة ومبيدات الآفات والمواد الكيميائية السامة الأخرى، والصيد الجائر، والأنواع المستقدمة، ومسببات الأمراض المرتبطة بالبكتيريا القولونية البرازية وأمراض المحار. في عام 2005، بدأت وكالتان فيدراليتان، هيئة المسح الجيولوجي الأمريكية ومؤسسة الأسماك والحياة البرية، في تحديد الأسماك في نهر بوتوماك والروافد التي أظهرت خصائص «ثنائية الجنس»، نتيجة لاضطراب الغدد الصماء الناجم عن شكل من أشكال التلوث.
في 13 نوفمبر 2007، أصدرت مجموعة حماية بوتوماك، وهي مجموعة بيئية، النهر بدرجة دي-بلاس "D-plus"، مستشهدة بمستويات عالية من التلوث وتقارير عن الأسماك «ثنائية الجنس». منذ ذلك الحين، تحسن النهر مع انخفاض جريان المغذيات، وعودة تجمعات الأسماك، وحماية الأراضي على طول النهر. ونتيجة لذلك، أصدرت نفس المجموعة درجة بي "B" لعامي 2017 و 2018. في آذار / مارس 2019، أطلقت شبكة حارس نهر بوتوماك (بالإنجليزية: Potomac Riverkeeper) قاربًا معملًا أطلق عليه اسم "Sea Dog" (كلب البحر)، والذي سيراقب جودة المياه في بوتوماك ويقدم تقارير للجمهور على أساس أسبوعي؛ في نفس الشهر، كان يُنظر إلى الصيد بالقرب من منزل فليتشر للقارب ذي قاروس مقلم (Morone saxatilis) الذي يقدر وزنه بـ 35 رطلاً مؤشرًا إضافيًا على التحسن المستمر في صحة النهر.
| أعلى عشر إرتفاعات تاريخية لمنسوب المياه في نهر بوتوماك، 1877-2017 | أعلى عشر إرتفاعات تاريخية لمنسوب المياه في نهر بوتوماك، 1877-2017 | أعلى عشر إرتفاعات تاريخية لمنسوب المياه في نهر بوتوماك، 1877-2017 | أعلى عشر إرتفاعات تاريخية لمنسوب المياه في نهر بوتوماك، 1877-2017 | أعلى عشر إرتفاعات تاريخية لمنسوب المياه في نهر بوتوماك، 1877-2017 | أعلى عشر إرتفاعات تاريخية لمنسوب المياه في نهر بوتوماك، 1877-2017 | أعلى عشر إرتفاعات تاريخية لمنسوب المياه في نهر بوتوماك، 1877-2017 | أعلى عشر إرتفاعات تاريخية لمنسوب المياه في نهر بوتوماك، 1877-2017 |
| ----------------------------------------------------------------- | ----------------------------------------------------------------- | ----------------------------------------------------------------- | ----------------------------------------------------------------- | ----------------------------------------------------------------- | ----------------------------------------------------------------- | ----------------------------------------------------------------- | ----------------------------------------------------------------- |
| كيتزميلر                                                          | هانكوك                                                            | ويليامسبورت                                                       | شيبردستاون                                                        |                                                                   |                                                                   |                                                                   |                                                                   |
| هاربرز فيري                                                       | بوانت أوف روكس                                                    | ليتل فولز                                                         | جورج تاون                                                         |                                                                   |                                                                   |                                                                   |                                                                   |
| المصدر: المؤسسة الوطنية للطقس                                     |                                                                   |                                                                   |                                                                   |                                                                   |                                                                   |                                                                   |                                                                   |

## قضايا قانونية
على مدار 400 عام، تنازعت ماريلاند وفيرجينيا على السيطرة على نهر بوتوماك وفرعها الشمالي، نظرًا لأن المواثيق الاستعمارية الأصلية لكلا الولايتين تمنحهما النهر بأكمله بدلاً من نصفه كما هو الحال عادةً مع الأنهار الحدودية. في أول دستور للولاية صودق عليه في عام 1776، تنازلت فيرجينيا عن مطالبتها بالنهر بأكمله ولكنها احتفظت بالاستخدام المجاني له، وهو عمل تنازعت عليه ماريلاند. انضمت كلتا الولايتين إلى ميثاق مؤتمر ماونت فيرنون لعام 1765 وقرار بلاك جنكينز لعام 1877 الذين منحا ماريلاند النهرمن الضفة إلى الضفة عند علامة المياه المنخفضة على جانب فيرجينيا، بينما سمحت بحقوق فيرجينيا الكاملة على ضفاف النهر دون إعاقة الملاحة.

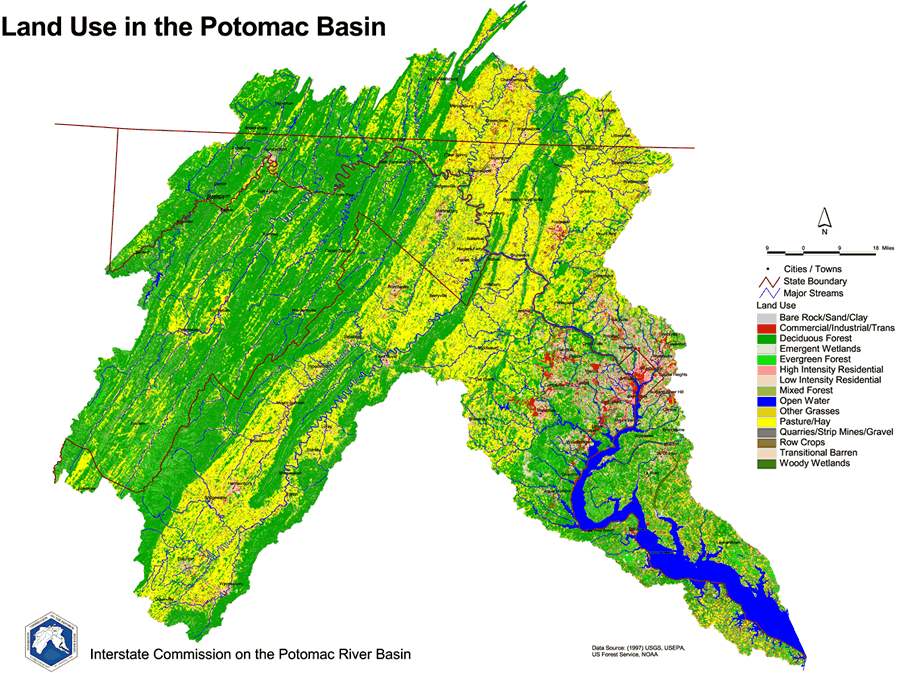
خريطة استخدامات الأراضي في مستجمعات المياه

من عام 1957 إلى عام 1996، أصدرت وزارة البيئة في ماريلاند (MDE) بشكل روتيني تصاريح مُقدمة بطلب للحصول عليها من قبل كيانات فيرجينيا فيما يتعلق باستخدام بوتوماك. ومع ذلك، في عام 1996، رفضت وزارة ماريلاند للبيئة تصريحًا قدمته هيئة مياه مقاطعة فيرفاكس لبناء مدخل للمياه على مسافة 725 قدمًا (220 مترًا) في الخارج، مشيرة إلى الضرر المحتمل لمصالح ولاية ماريلاند من خلال زيادة الامتداد في فرجينيا بسبب المشروع. بعد سنوات من الطعون الفاشلة في إجراءات الاستئناف التي نفذتها حكومة ماريلاند، رفعت فرجينيا في عام 2000 القضية إلى المحكمة العليا للولايات المتحدة، التي تمارس الاختصاص القضائي الأصلي في القضايا بين ولايتين. زعمت ولاية ماريلاند أن فرجينيا فقدت حقوقها على ضفاف النهر من خلال الموافقة على عملية تصريح وزارة ماريلاند للبيئة لمدة 63 عامًا (بدأت MDE عملية التصريح في عام 1933). أوصى سيد خاص عينته المحكمة العليا للتحقيق في القضية بتسوية لصالح فرجينيا، مستشهدا باللغة الواردة في اتفاق 1785 وقرار 1877. في 9 ديسمبر 2003، وافقت المحكمة في قرار 7-2.
المواثيق الأصلية صامتة فيما يتعلق بأي فرع من أعلى بوتوماك يعمل كحدود، ولكن سوي هذا الأمر بموجب اتفاق 1785. عندما انفصلت فيرجينيا الغربية عن فيرجينيا في عام 1863، أثيرت مسألة خلافة فرجينيا الغربية في ملكية الأراضي الواقعة بين فروع النهر، وكذلك حق ملكية النهر نفسه. رفضت المحكمة العليا مطالبات ماريلاند لأراضي ولاية فرجينيا الغربية شمال الفرع الجنوبي (جميع مقاطعات مينرال وغرانت وأجزاء من مقاطعات هامبشاير وهاردي وتاكر وبندلتون) ومن جانب فرجينيا الغربية إلى علامة بوتوماك للمياه العالية في حكمين منفصلين في عام 1910.

## نباتات حوض نهر بوتوماك
| الزهور البرية لحوض نهر بوتوماك |
| ------------------------------ |

| جنبات حوض نهر بوتوماك |
| --------------------- |

| أشجار حوض نهر بوتوماك |
| --------------------- |

| أعشاب حوض نهر بوتوماك |
| --------------------- |

| الكروم وفرشة الأراضي حوض نهر بوتوماك |
| ------------------------------------ |

| حشائش حوض نهر بوتوماك |
| --------------------- |

## حيوانات نهر بوتوماك وحوضه

### سمك

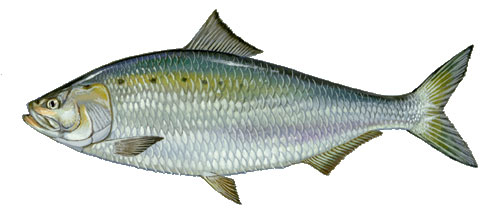
بعد غياب دام عدة عقود، عاد الشاد الأمريكي مؤخرًا إلى بوتوماك.

تسكن مجموعة متنوعة من الأسماك بوتوماك، منها القاروس، المسكلنج، سمك الكراكي، صندر زجاجي. وشنة أرغنية، وأنواع غازية تشبه الأصلية ومن بينها البوفن، الجلكى، وثعبان البحر الأميركي، شوهدت للمرة الأولى في عام 2004. توجد أيضًا أنواع كثيرة من أسماك الشمس في بوتوماك ومنابعها. على الرغم من ندرتها، يمكن العثور على أسماك القرش الثور.
بعد أن تناقصت أعداد الشاد الأمريكي في النهر لعقود عديدة، لكنها تزايدت حاليًا نتيجة «مشروع استعادة الشاد الأمريكي» الناجح والتابع لـلجنة المشتركة بين الولايات على حوض نهر بوتوماك الذي بدأ في عام 1995. بالإضافة إلى تخزين النهر بأكثر من 22 مليون لصغار سمك الشاد، أشرف المشروع على بناء ممر صيد بُني لتسهيل مرور البالغين حول سد ليتل فولز في طريقهم إلى مناطق التفريخ التقليدية الخاصة بهم عند المنبع.
| أسماك المياه العذبة في نهر بوتوماك |
| --- |
| بوفين (ذوات الذنب المقوس) - آميا ملساء Amia calva Catfishes (القرموط الأمريكى) - White bullhead catfish Ameiurus catus - Yellow bullhead catfish Ameiurus natalis - بلهدد بني ‏ Ameiurus nebulosus - Channel catfish Ictalurus punctatus - Tadpole madtom Noturus gyrinus - Margined madtom Noturus insignis - سلور أزرق* Ictalurus furcatus* - Flathead catfish* Pylodictis olivaris* Eels (أنقليسية) - أنقليس أمريكي Anguilla rostrata Gars (سمك الرمح) - Longnose gar Lepisosteus osseus Herrings (رنكات) - Blueback herring Alosa aestivalis - Hickory shad Alosa mediocris - Alewife Alosa pseudoharengus - American shad Alosa sapidissima - Gizzard shad Dorosoma cepedianum - Threadfin shad Dorosoma petenense Killifishes (قوعائيات) - Banded killifish Fundulus diaphanus - Mummichog killifish Fundulus heteroclitus - Spotfin killifish Fundulus luciae - Striped killifish Fundulus majalis - Rainwater killifish Lucania parva Pupfish (بطحيشية) - بطحيش مرقش Cyprinodon variegatus Lampreys (جلكيات مألوفة) - جلكى عالية الجناح Lampetra aepyptera - جلكى نهرية أمريكية Lampetra appendix - جلكى بحرية Petromyzon marinus Minnows (شبوطيات) - Central stoneroller Campostoma anomalum - سمك ذهبي Carassius auratus - Redside dace Clinostomus elongatus - Rosyside dace Clinostomus funduloides - مبروك الحشائش Ctenopharyngodon idella - Satinfin shiner Cyprinella analostana - Spotfin shiner Cyprinella spiloptera - شبوط شائع Cyprinus carpio - Cutlips minnow Exoglossum maxillingua - Eastern silvery minnow Hybognathus regius - Striped shiner Luxilus chrysocephalus - Common shiner Luxilus cornutus - Allegheny pearl dace Margariscus margarita - River chub Nocomis micropogon - Golden shiner Notemigonus crysoleucas - Comely shiner Notropis amoenus - Emerald shiner Notropis atherinoides - Bridle shiner Notropis bifrenatus - Silverjaw minnow Notropis buccatus - Ironcolor shiner Notropis chalybaeus - Spottail shiner Notropis hudsonius - Swallowtail shiner Notropis procne - Rosyface shiner Notropis rubellus - Bluntnose minnow Pimephales notatus - Fathead minnow Pimephales promelas - Eastern blacknose dace Rhinichthys atratulus - Longnose dace Rhinichthys cataractae - جدول chub Semotilus atromaculatus - Fallfish Semotilus corporalis - Bluehead chub Nocomis leptocephalus - Mimic shiner Notropis volucellus Mudminnows (Umbridae) - Eastern mudminnow Umbra pygmaea Perches (أسماك الفرخ) - Greenside darter Etheostoma blennioides - Rainbow darter Etheostoma caeruleum - Fantail darter Etheostoma flabellare - Swamp darter Etheostoma fusiforme - Johnny darter Etheostoma nigrum - Tessellated darter Etheostoma olmstedi - Glassy darter Etheostoma vitreum - Banded darter Etheostoma zonale - برش أصفر ‏ Perca flavescens - Logperch Percina caprodes - Stripeback darter Percina notogramma - Shield darter Percina peltata - سمك الجاحظ [الإنجليزية] Sander vitreum Percopsids (Percopsidae) - Trout-perch Percopsis omiscomaycus Pikes (سمك الكراكي) - Redfin pickerel Esox americanus - كراكي رمحي Esox lucius - مسقلنج ‏ Esox masquinongy - Chain pickerel Esox niger Pirate perch (Aphredoderidae) - Pirate perch Aphredoderus sayanus - جوبي Poecilia reticulata Poeciliids (بكيلليات) - Eastern mosquitofish Gambusia holbrooki Pupfish (بطحيشية) - بطحيش مرقش Cyprinodon variegatus Sculpins (إسقلبينية) - إسقلبين مرقش Cottus bairdii - Blue Ridge sculpin Cottus caeruleomentum - Potomac sculpin Cottus girardi Silversides (Atherinopsidae) - Inland silverside Menidia beryllina Smelts (هفيات) - هف عضاض Osmerus mordax Snakeheads (شنات) - شنات* Channa argus* Sturgeons (حفشية) - Shortnose sturgeon Acipenser brevirostrum - Atlantic sturgeon Acipenser oxyrhinchus Suckers (Catostomidae) - Quillback Carpiodes cyprinus - White sucker Catostomus commersoni - جدول chubsucker ‏ Erimyzon oblongus - Northern hogsucker Hypentelium nigricans - Golden redhorse Moxostoma erythrurum - Shorthead redhorse Moxostoma macrolepidotum - Torrent sucker Thoburnia rhothoeca Sunfishes (أسماك الشمس) - Mud sunfish Acantharcus pomotis - Rock bass Amblopites rupestris - Flier sunfish Centrarchus macropterus - Blackbanded sunfish Enneacanthus chaetodon - Bluespotted sunfish Enneacanthus gloriosus - Banded sunfish Enneacanthus obesus - Redbreast sunfish Lepomis auritus - Green sunfish Lepomis cyanellus - Pumpkinseed sunfish Lepomis gibbosus - ورموث Lepomis gulosus - Bluegill sunfish Lepomis macrochirus - Longear sunfish Lepomis megalotis - Redear sunfish Lepomis microlophus - Smallmouth bass Micropterus dolomieu - بلكبس ‏ Micropterus salmoides - White crappie Pomoxis annularis - Black crappie Pomoxis nigromaculatus Temperate basses (قاروصيات) - White perch Morone americana - قاروس مقلم ‏ Morone saxatilis Trout and whitefish (سلمونيات) - سلمون قوس قزح (Oncorhynchus mykiss) - سلمون مرقط بني (Salmo trutta) * تشير إلى الأنواع الأصيلة بها؛ المصادر: - Dnr.state.md: مفتاح الأسماك من الأنواع المحلية - http://www.potomacriver.org/wp-content/uploads/2014/11/MasterFreshFishList0213.pdf |

| أسماك المياه العذبة لنهر تيدال بوتوماك |
| --- |
| Mullets (بوري) بوري الرأس المفلطح Mugil cephalus Drums (بهاريات) Spot Leiostomus xanthurus Spotted seatrout Cynoscion nebulosus بهاريات Micropogonias undulatus سمكة ذئب القنوات Sciaenops ocellata Soles (خوفعيات) Hogchoker Trinectes maculatus Sharks (بنبكيات) قرش الثور Carcharhinus leucas المصادر: - Dnr.state.md: مفتاح الأسماك من الأنواع المحلية - http://www.potomacriver.org/wp-content/uploads/2014/11/MasterFreshFishList0213.pdf |

### الثدييات
| ثدييات حوض نهر بوتوماك |
| --- |

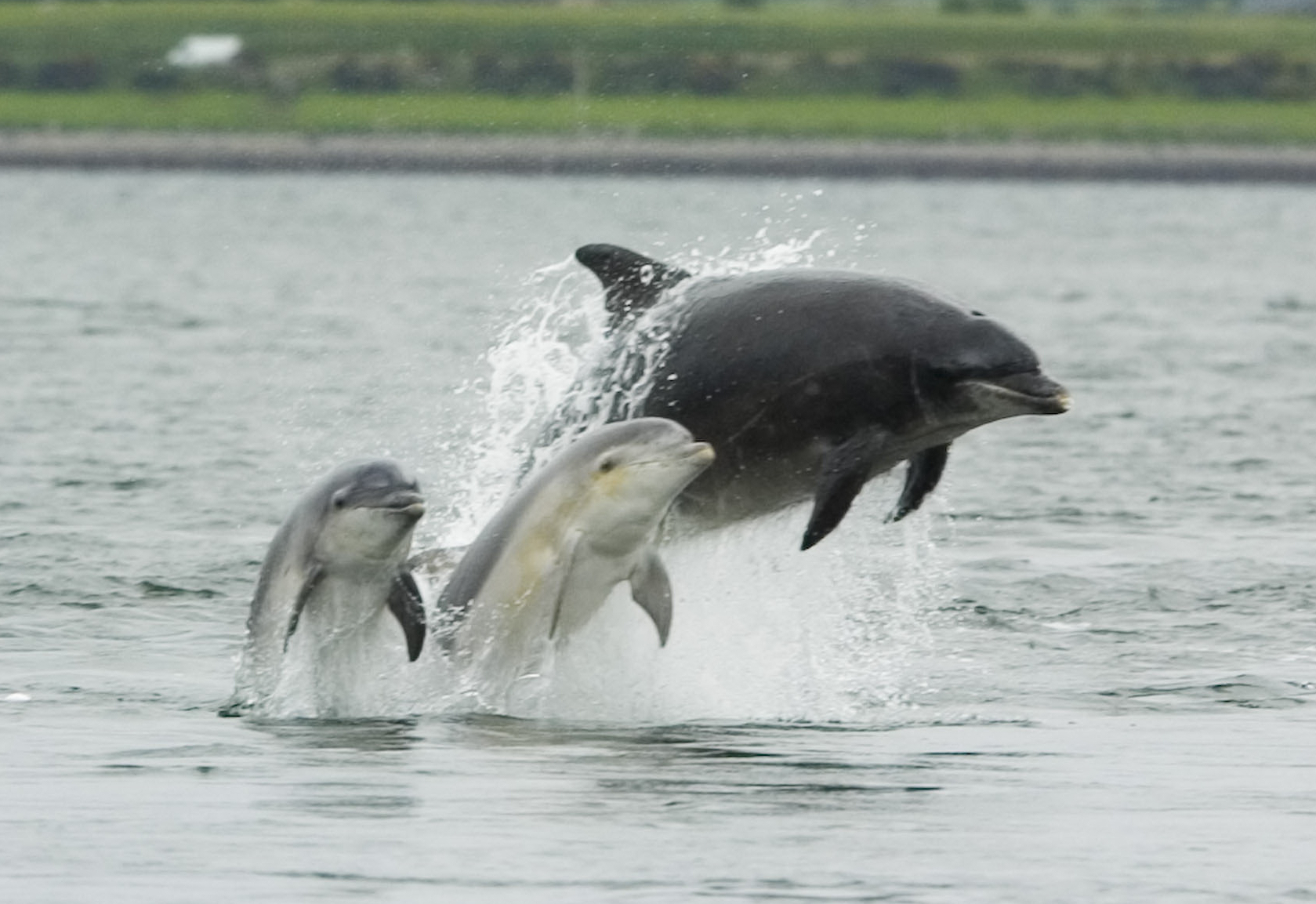
تعيش عدة مئات من الدلافين ذات الأنف الزجاجي ستة أشهر من العام (من منتصف أبريل حتى منتصف أكتوبر) في بوتوماك. الصورة هنا تمثل أم مع صغارها.

| - خفافيش - خفافيش بنية صغيرة Myotis lucifugus - Indiana bat Myotis sodalis - Eastern small-footed bat Myotis leibii - Northern long-eared bat Myotis septentrionalis - Silver-haired bat Lasionycteris noctivagans - خفاش ثلاثي اللون Perimyotis subflavus - Big brown bat Eptesicus fuscus - Red bat Lasiurus borealis - Hoary bat Lasiurus cinereus - Evening bat Nycticeius humeralis - دببة - دب أسود أمريكي Ursus americanus - قنادس - قندس أمريكي Castor canadensis - قطط - وشق أحمر Lynx rufus - الثعالب والقيوط - ثعلب أحمر Vulpes vulpes - ثعلب رمادي Urocyon cinereoargenteus - قيوط Canis latrans - الثدييات ذات الحوافر - أيل سيكا* Cervus nippon * - أيل أبيض الذيل Odocoileus virginianus - بيسون أمريكي Bos bison - الفئران - فأر المرج الأباز Zapus hudsonius - فأر الأراضي الخشبية الأباز Napaeozapus insignis - اللآموسات - Southern bog lemming Synaptomys cooperi - الثدييات البحرية - دلفين قاروري الأنف Tursiops truncatus - الخلود - Hairy-tailed mole Parascalops breweri - خلد شرقي Scalopus aquaticus - خلد نجمي الأنف Condylura cristata parva - فئران المسك - فأر المسك Ondatra zibethicus - فئران العالم الجديد والجرذان - جرذ الأرز السبخي Oryzomys palustris - فأر الأيل Peromyscus maniculatus - فأر أبيض القدمين Peromyscus leucopus - جيروذ الليغني Neotoma magister - الكيب - كيب* Myocastor coypus* - فئران العالم القديم والجرذان - جرذ أسود* Rattus rattus* - جرذ بني* Rattus norvegicus* - فأر المنازل* Mus musculus* - أبوسوم - أبوسوم فيرجينيا Didelphis virginiana - النيوص - نيص Erethizon dorsatum - الأرانب والأرانب البرية - أرنب شرقي Sylvilagus floridanus - أرنب أبالاشي Sylvilagus obscurus - الراكون - راكون شائع Procyon lotor - الزبابات - زبابة رمادية Sorex cinereus - زبابة كبيرة المنقار Sorex longirostris - زبابة سبخية Sorex palustris punctulatus - زبابة دخانية Sorex fumeus - زبابة طويلة الذيل Sorex dispar - زبابة أميركية قزمة Sorex hoyi winnemana - Northern short-tailed shrew Blarina brevicauda - Least shrew Cryptotis parva - الظرابين - ظربان مرقط شرقي Spilogale putorius - ظربان أمريكي مخطط Mephitis mephitis - السناجب والصيدنيات - صيدناني مخطط Tamias striatus - مرموط خنزير الأرض (aka Woodchuck) Marmota monax - سنجاب رمادي شرقي Sciurus carolinensis - سنجاب ثعلبي Sciurus niger - Delmarva fox squirrel Sciurus niger cinereus - سنجاب أحمر Tamiasciurus hudsonicus - سنجاب طائر جنوبي Glaucomys volans - فئران الحقل - Southern red-backed vole Clethrionomys gapperi - Meadow vole Microtus pennsylvanicus - Southern Rock vole Microtus chrotorrhinus carolinensis - Woodland vole Microtus pinetorum - ابن عرس، المنك وثعالب الماء - سمور كندا Martes pennanti - قاقم Mustela erminea - ابن عرس صغير Mustela nivalis - ابن عرس طويل الذيل Mustela frenata - منك Neovison vison - قضاعة الأنهار الشمالية Lutra canadensis *يشير إلى النوع المستقدم المصادر: - "Mammals of Marylan". Maryland Department of Natural Resources. مؤرشف من الأصل في 2020-10-17. اطلع عليه بتاريخ 2020-12-10. - "Wildlife Information". Virginia Department of Wildlife Resources. (بالإنجليزية). Archived from the original on 2020-11-12. Retrieved 2020-12-10.</ref> - brochure.pdf "Mammals of West Virginia: A Field Checklist" (PDF). West Virginia Division of Natural Resources - Wildlife Resources Section. 2001. مؤرشف من الأصل (PDF) في 2020-10-29. {{استشهاد ويب}}: تحقق من قيمة \|مسار أرشيف= (مساعدة) |

وجد المستعمرون الأوروبيون الأوائل الذين استقروا على طول نهر بوتوماك مجموعة متنوعة من الثدييات الكبيرة والصغيرة تعيش في الغابات الكثيفة القريبة.كان البيسون والأيائل والذئاب (الذئاب الرمادية والحمراء) والأسود (الكوجر) موجودة في ذلك الوقت، ولكنها اصطيدت حتى الاستئصال بحلول منتصف القرن التاسع عشر. وقد حدث لبعض قاطني ضفاف بوتوماك أمثال القنادس وثعالب الماء مصيرًا مشابهًا، في حين نجت مجموعات صغيرة من المنك والدلق حتى القرن العشرين في بعض المناطق المنعزلة.
لا يوجد سجل لمشاهدة المستوطنين الأوائل ثدييات بحرية في بوتوماك، ولكن أُبلغ عن مشاهدات عديدة للدلافين الأطلسية الشائعة قارورية الأنف (Tursiops truncatus) خلال القرن التاسع عشر. في يوليو 1844. قام رجال في قوارب يصل ارتفاعها إلى جسر قناة الماء (نفس الموقع الذي يحتله كي بريدج اليوم تقريبًا) بتتبع مجموعة من 14 بالغًا وصغيرًا النهر.
منذ عام 2015، وربما نتيجة لارتفاع درجات الحرارة وارتفاع مستويات المياه في خليج تشيسابيك وتحسين جودة المياه في بوتوماك، لوحظت أعداد غير مسبوقة من الدلافين الأطلسية الشائعة قارورية الأنف في النهر. وفقًا للدكتورة جانيت مان من مشروع دولفين بوتوماك تشيسابيك (بالإنجليزية: Potomac-Chesapeake Dolphin) بجامعة جورج تاون، تمكنوا من التعرف على أكثر من 500 فرد من الأنواع في بوتوماك خلال هذه الفترة.

### طيور

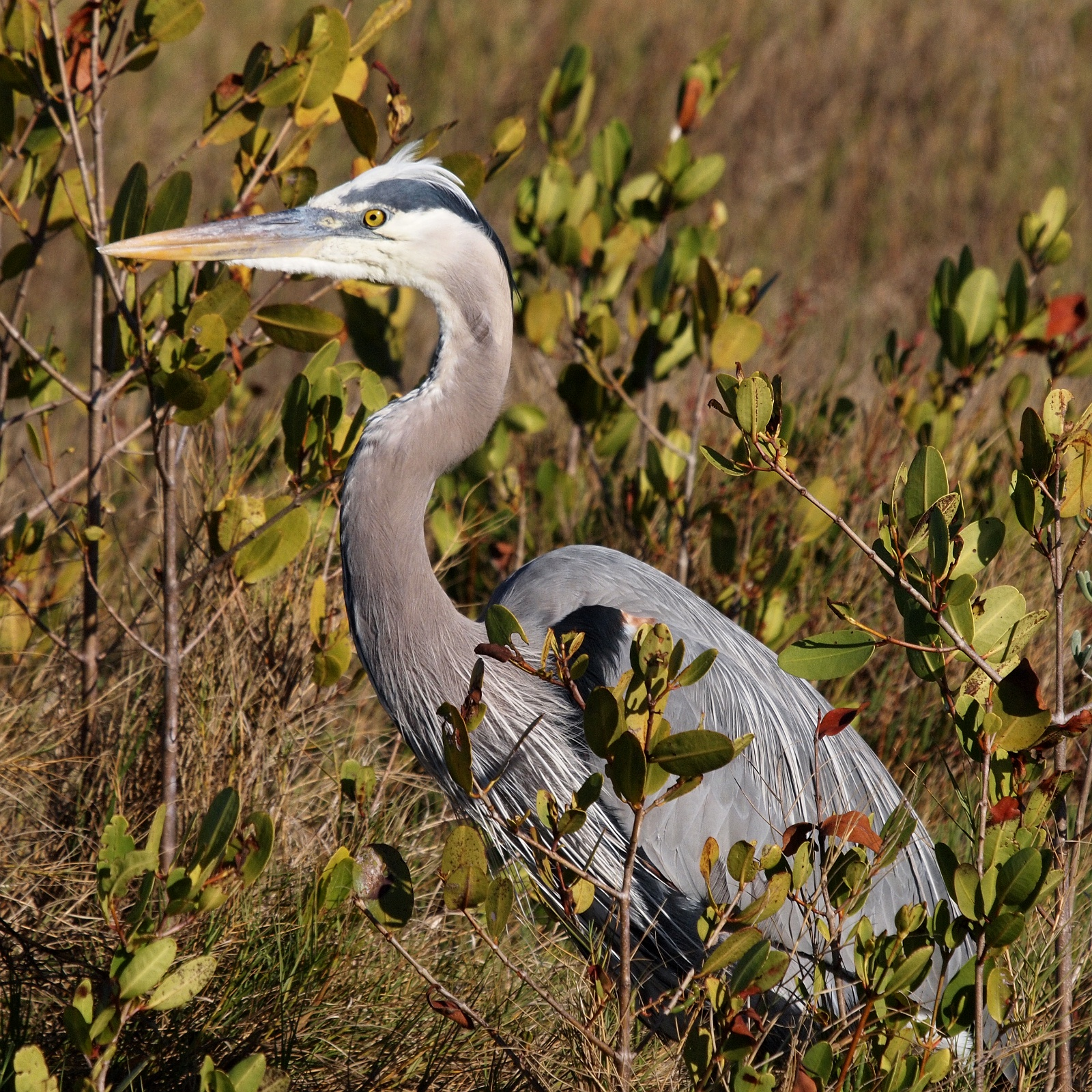
مالك الحزين الأزرق العظيم

## الزواحف
| السلاحف في حوض نهر بوتوماك |
| --- |

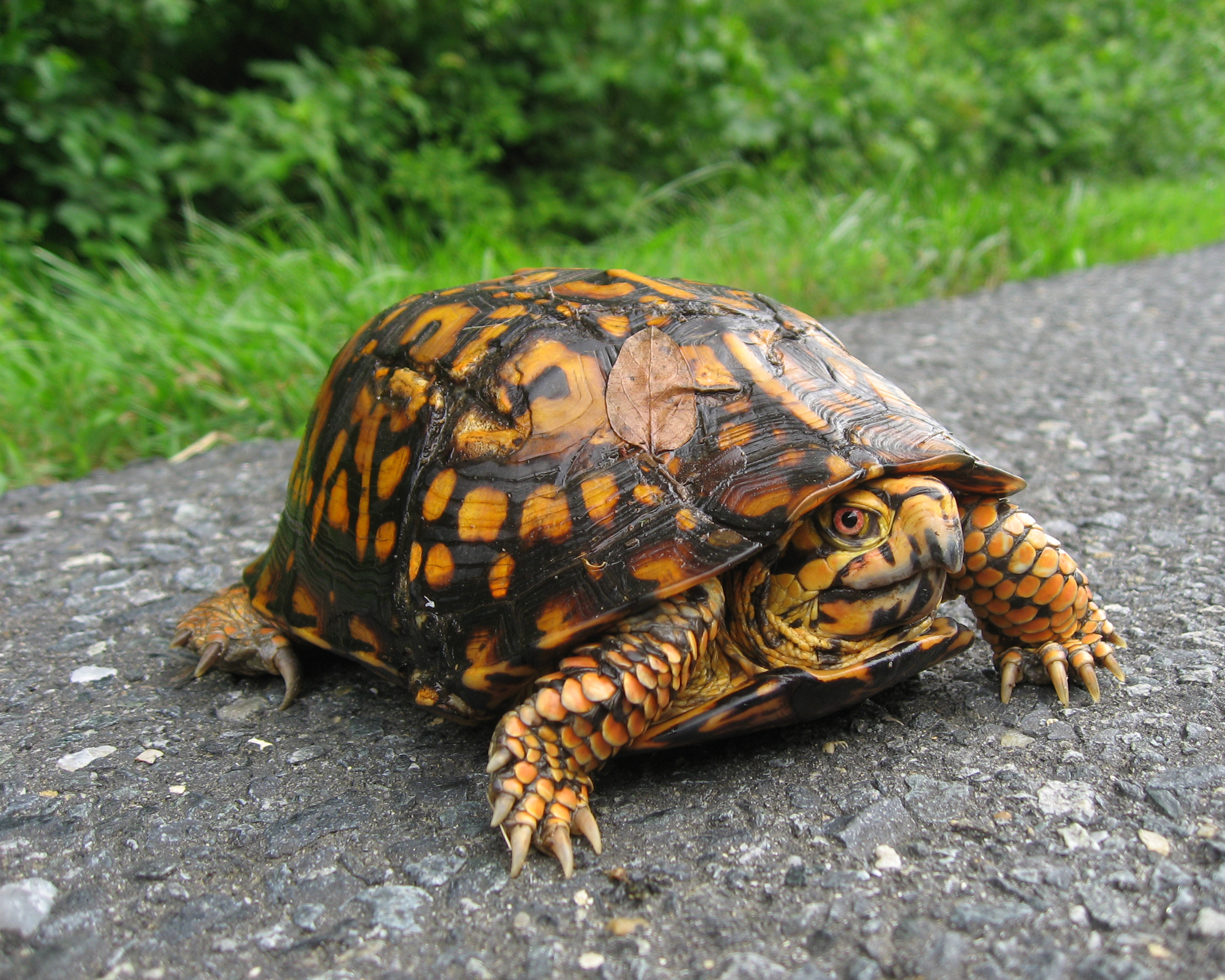
غالبًا ما تُرصد السلاحف الصندوقية الشرقية على طول ممر قناة C&O.

| Bog (=Muhlenberg) turtle Glyptemys (=Clemmys) muhlenbergii Chinese softshell turtle * Pelodiscus sinensis * Coastal plain cooter Pseudemys concinna floridana Cumberland slider Trachemys scripta troostii Eastern box turtle Terrapene carolina carolina Eastern chicken turtle Deirochelys reticularia reticularia سلحفاة الطمي Kinosternon subrubrum subrubrum سلحفاة مقنعة Sternotherus odoratus سلحفاة مزركشة Chrysemys picta picta Eastern river cooter Pseudemys concinna concinna Eastern spiny softshell turtle Apalone spinifera spinifera سلحفاة بحرية خضراء Chelonia mydas Gulf Coast spiny softshell turtle * Apalone spinifera aspera * لجأة صقرية المنقار Eretmochelys imbricata لجأة كمب Lepidochelys kempii سلحفاة المحيط جلدية الظهر Dermochelys coriacea سلحفاة بحرية ضخمة الرأس Caretta caretta Mississippi map turtle* Graptemys pseudogeographica kohnii * Northern map turtle Graptemys geographica Northern diamond-backed terrapin Malaclemys terrapin terrapin Northern red-bellied cooter Pseudemys rubriventris سلحفاة حمراء الأذنين * Trachemys scripta elegans * سلحفاة نهاشة شائعة Chelydra serpentina سلحفاة منقطة Clemmys guttata Striped mud turtle Kinosternon baurii Stripe-necked musk turtle Sternotherus minor peltifer لجأة الخشب Glyptemys insculpta Yellow-bellied slider Trachemys scripta scripta * يدل على الأنواع المستقدمة المصادر: - https://dwr.virginia.gov/wp-content/uploads/virginia-native-naturalized-species.pdf - http://dnr.maryland.gov/wildlife/Documents/herpchecklist.pdf |

| ثعابين حوض نهر بوتوماك |
| --- |
| Northern copperhead Agkistrodon contortrix mokasen Timber rattlesnake Crotalus horridus Northern watersnake Nerodia sipedon sipedon Red-bellied watersnake Nerodia erythrogaster erythrogaster Queen snake Regina septemvittata Eastern smooth earthsnake Virginia valeriae valeriae Mountain earthsnake Virginia valeriae pulchra Northern brown snake Storeria dekayi dekayi Northern Red-bellied Snake Storeria occipitomaculata occipitomaculata Eastern garter snake Thamnophis sirtalis sirtalis Common ribbonsnake Thamnophis sauritus sauritus Southern ring-necked snake Diadophis punctatus punctatus Northern ring-necked snake Diadophis punctatus edwardsi Eastern worm snake Carphophis amoenus amoenus Smooth green snake Opheodrys vernalis Northern rough greensnake Opheodrys aestivus aestivus Eastern hog-nosed snake Heterodon platirhinos Rainbow snake Farancia erytrogramma erytrogramma Northern Black Racer Coluber constrictor constrictor Red cornsnake Pantherophis guttatus Eastern ratsnake Pantherophis alleghaniensis Mole kingsnake Lampropeltis calligaster rhombomaculata Eastern kingsnake Lampropeltis getula getula Eastern kilksnake Lampropeltis triangulum triangulum Coastal Plain Milksnake Lampropeltis triangulum elapsoides Northern scarletsnake Cemophora coccinea copeiالمصادر: http://dnr.maryland.gov/wildlife/Documents/herpchecklist.pdf دليل ثعابين فرجينيا (قسم الصيد في فرجينيا ومصايد الأسماك الداخلية، قسم تنوع الحياة البرية، منشور خاص رقم 2.1) 2002 ؛ بواسطة مايكل جي بيندر (مؤلف) |

| سحالي حوض نهر بوتوماك |
| --- |

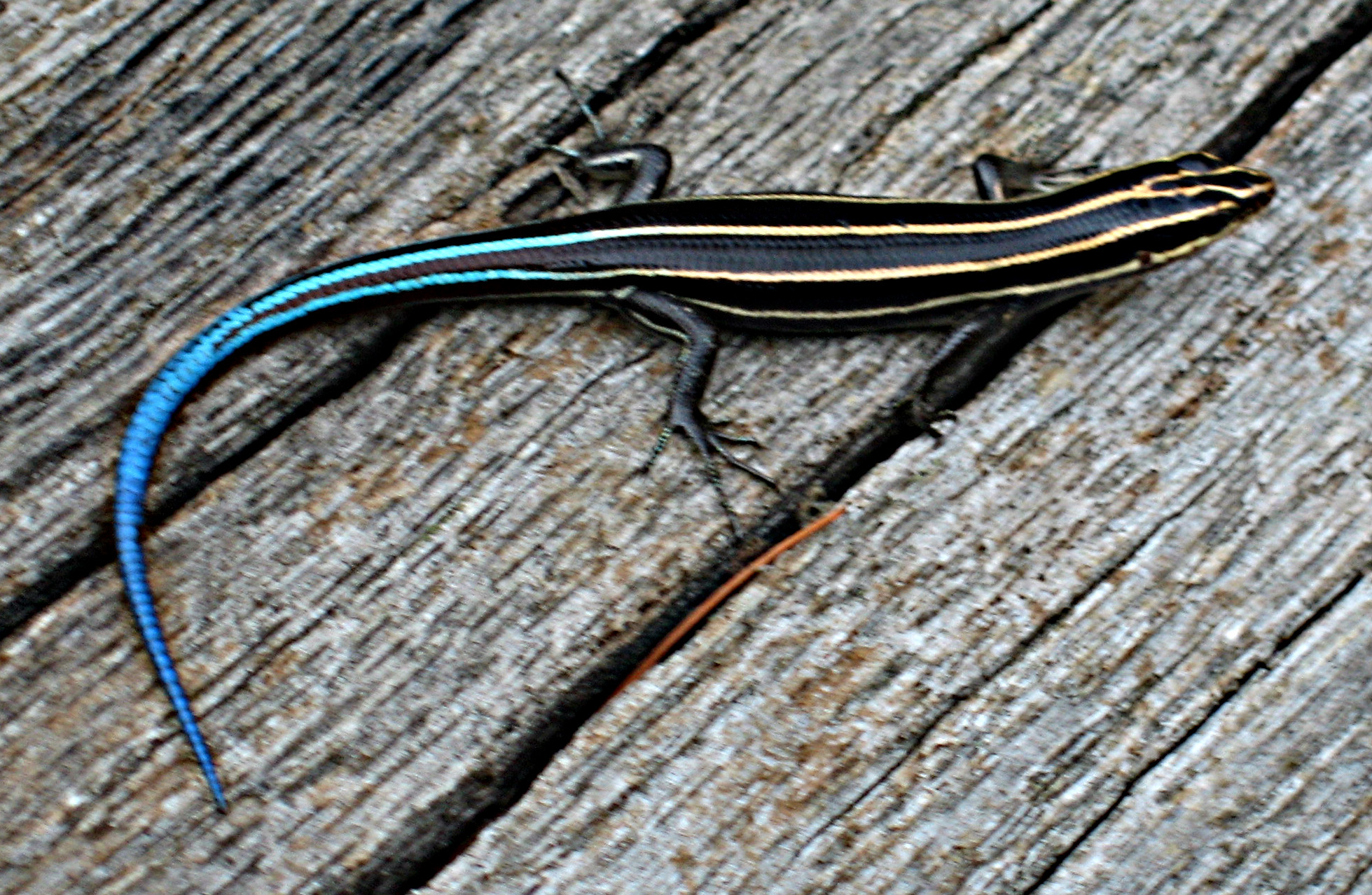
سقنق خماسي ، صغير

| Eastern Fence Lizard Sceloporus undulatus Eastern Six-lined Racerunner Aspidoscelis sexlineata sexlineata Little Brown Skink Scincella lateralis Northern Coal Skink Plestiodon anthracinus anthracinus Common Five-lined Skink Plestiodon fasciatus Broad-headed Skink Plestiodon laticepsالمصادر: - https://dwr.virginia.gov/wp-content/uploads/virginia-native-naturalized-species.pdf - http://dnr.maryland.gov/wildlife/Documents/herpchecklist.pdf |

### البرمائيات
| السلمندر في حوض نهر بوتوماك |
| --- |

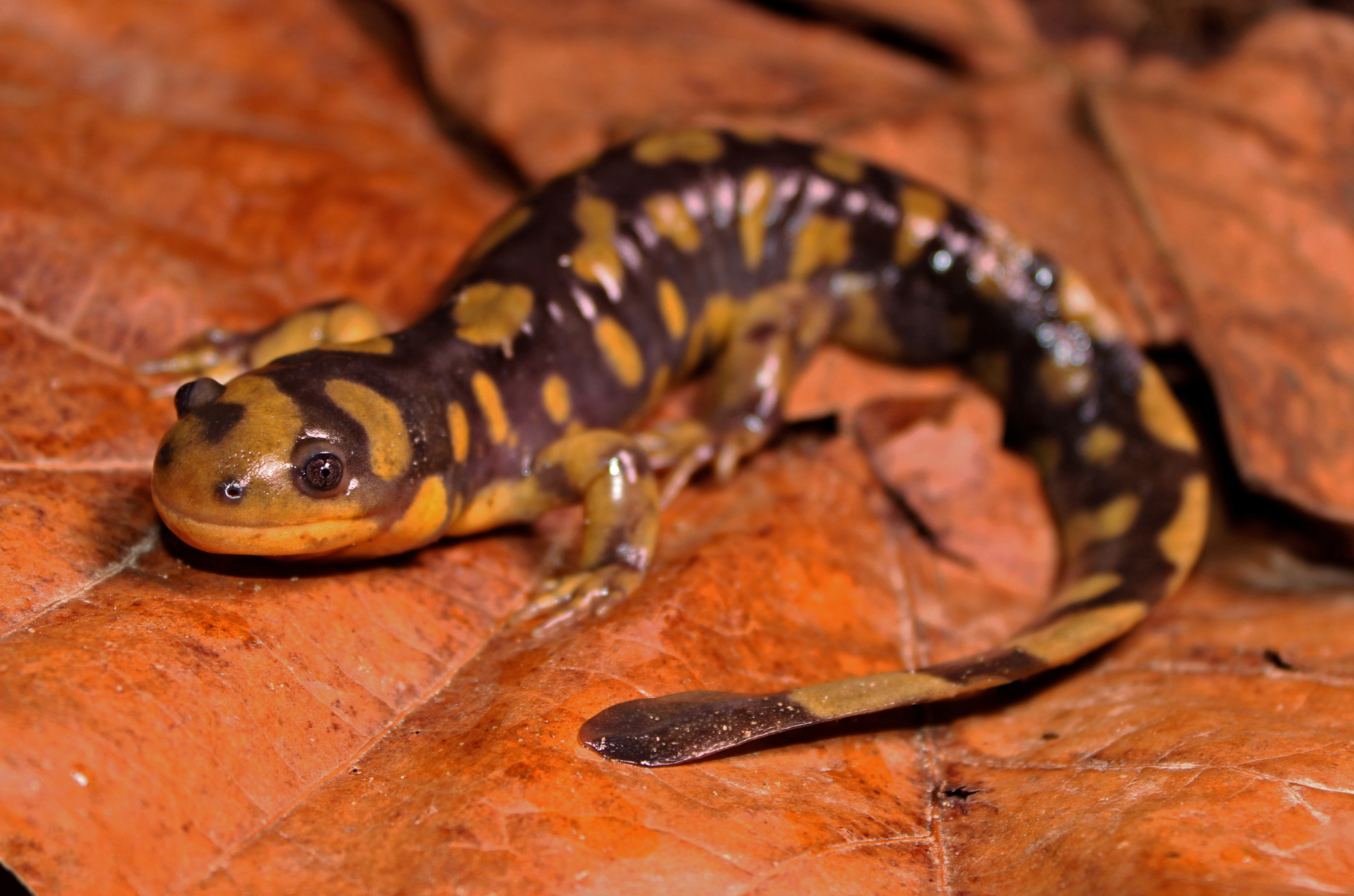
يمكن العثور على سلماندر النمر الشرقي (Ambystoma tigrinum) مختبئًا تحت الصخور على طول ضفاف نهر بوتوماك.

| Common Mudpuppy Necturus maculosus maculosus هلبندر Cryptobranchus alleganiensis alleganiensis Marbled Salamander Ambystoma opacum Jefferson Salamander Ambystoma jeffersonianum Spotted Salamander Ambystoma maculatum سلمندر ببري Ambystoma tigrinum tigrinum Red-spotted Newt Notophthalmus viridescens viridescens Eastern Red-backed Salamander Plethodon cinereus Wehrle's Salamander Plethodon wehrlei Northern slimy salamander Plethodon glutinosus Valley and ridge salamander Plethodon hoffmani Seal Salamander Desmognathus monticola monticola Northern Dusky Salamander Desmognathus fuscus Allegheny Mountain Dusky Salamander Desmognathus ochrophaeus Northern Red Salamander Pseudotriton ruber ruber Eastern Mud Salamander Pseudotriton montanus montanus Northern Spring Salamander Gyrinophilus porphyriticus porphyriticus Northern Two-lined Salamander Eurycea bislineata Southern Two-lined Salamander Eurycea cirrigera Long-tailed salamander Eurycea longicauda longicauda Four-toed Salamander Hemidactylium scutatum Green Salamander Aneides aeneusالمصادر: - https://dwr.virginia.gov/wp-content/uploads/virginia-native-naturalized-species.pdf - http://dnr.maryland.gov/wildlife/Documents/herpchecklist.pdf |

| ضفادع وعلاجم حوض نهر بوتوماك |
| --- |
| Upland Chorus Frog Pseudacris feriarum New Jersey Chorus Frog Pseudacris kalmi Northern Spring Peeper Pseudacris crucifer Mountain Chorus Frog Pseudacris brachyphona Eastern Cricket Frog Acris crepitans crepitans Green Treefrog Hyla cinerea ضفدع الشجر الرمادي Hyla versicolor Cope's Gray Treefrog Hyla chrysoscelis Barking Treefrog Hyla gratiosa ضفدع النجار Lithobates virgatipes ضفدع حرجي Lithobates sylvaticus ضفدع شمالي نمري* Lithobates pipiens* ضفدع نمري جنوبي Lithobates sphenocephalus utricularius ضفدع المستنقعات Lithobates palustris Northern Green Frog Lithobates clamitans melanota ضفدع الثور Lithobates catesbeiana Eastern spadefoot toad Scaphiopus holbrookii Eastern American Toad Anaxyrus americanus americanus Fowler's Toad Anaxyrus fowleri Eastern Narrow-mouthed Toad Gastrophryne carolinensis * يدل على الأنواع المستقدمة المصادر: - https://dwr.virginia.gov/wp-content/uploads/virginia-native-naturalized-species.pdf - http://dnr.maryland.gov/wildlife/Documents/herpchecklist.pdf |

## نظام نهر بوتوماك

### الفرع الشمالي لنهر بوتوماك

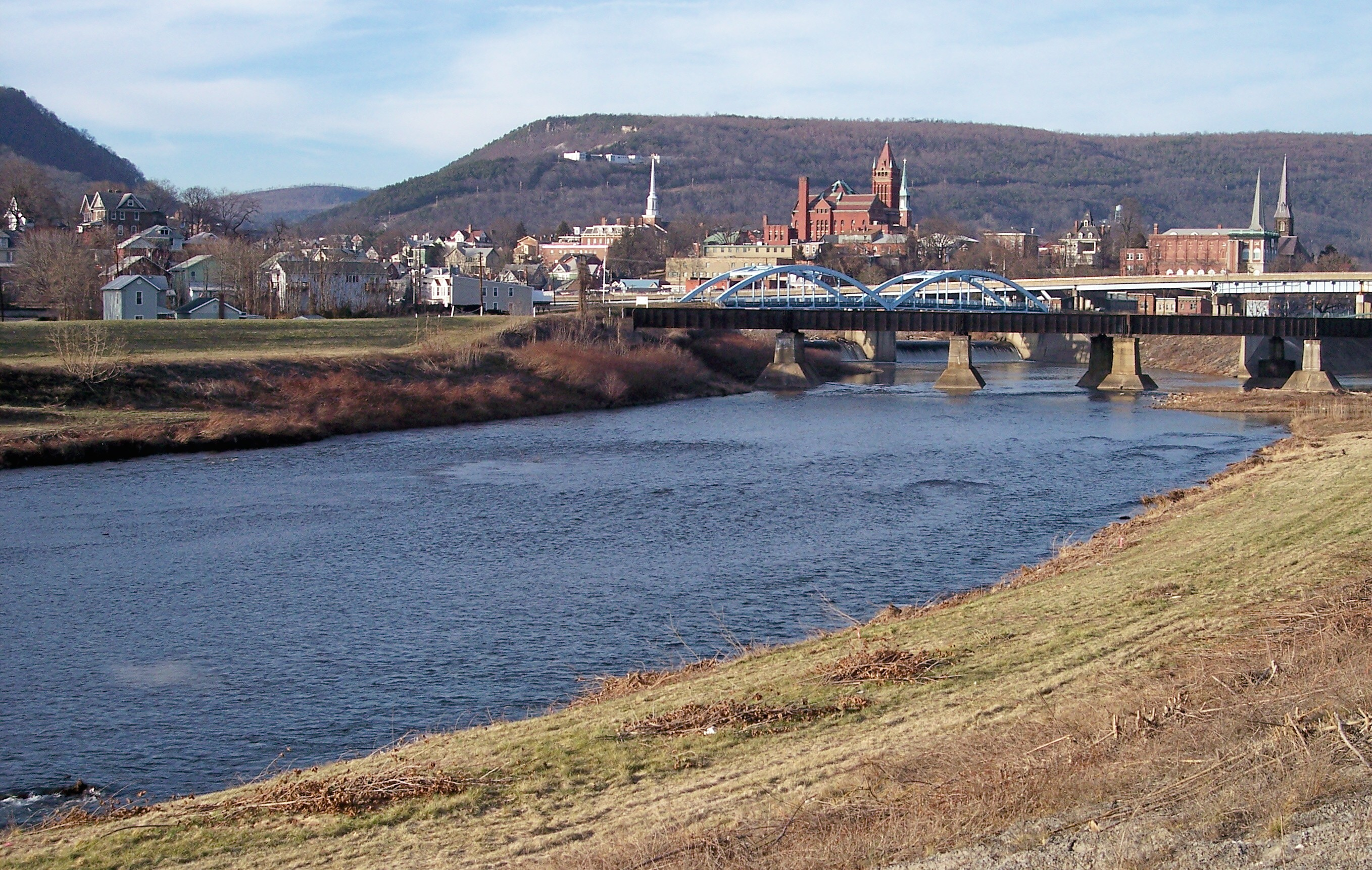
الفرع الشمالي بين كمبرلاند بولاية ماريلاند وريدجلي بولاية فيرجينيا الغربية في عام 2007

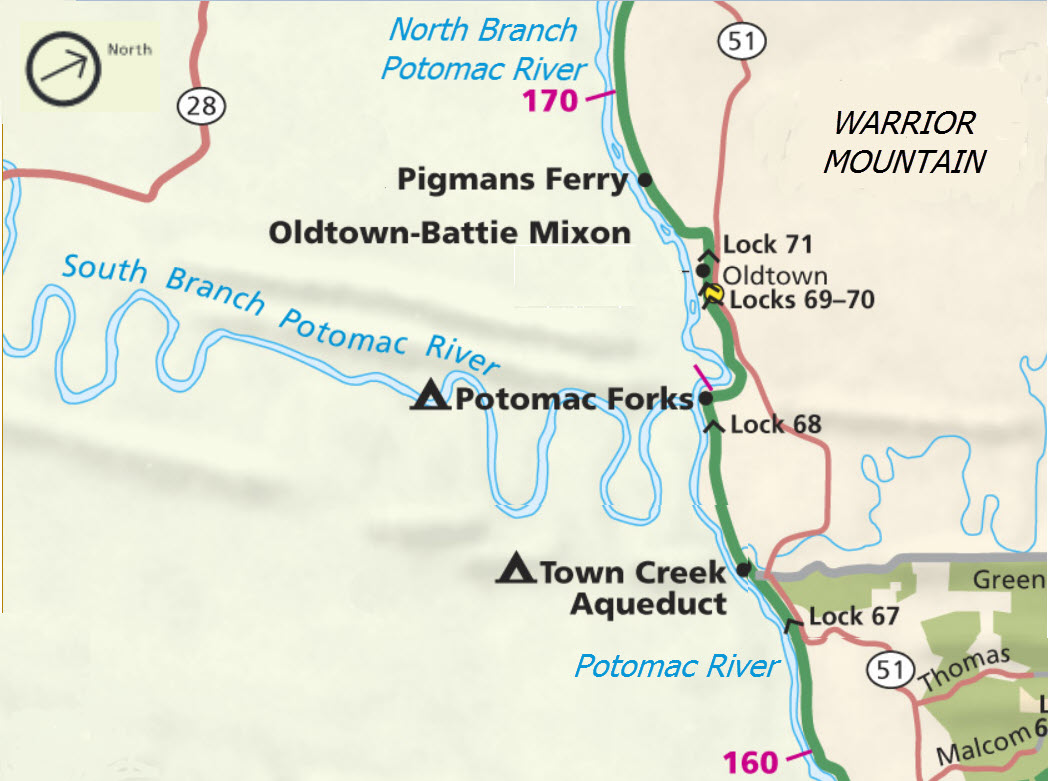
التقاء الفرعين الشمالي والجنوبي لنهر بوتوماك بالقرب من موقع معسكر بوتوماك فوركس (جنوب شرق كمبرلاند)، مقاطعة ألغني، ماريلاند

يقع مصدر نهر بوتوماك في فرع الشمال في فيرفاكس ستون [الإنجليزية] الواقع عند تقاطع مقاطعات غرانت وتكرا وبريستون في ولاية فرجينيا الغربية.
يتدفق الفرع الشمالي لنهر بوتوماك من فيرفاكس ستون إلى بحيرة جينينغز راندولف [الإنجليزية] من صنع الإنسان على مسافة 27 ميل (43 كـم)، والبحيرة عبارة عن خزان مائي مصمم للتحكم في الفيضانات وإمدادات المياه في حالات الطوارئ. تحت السد، يقطع الفرع الشمالي مسارًا أفعوانيًا عبر جبال ألغني الشرقية. أولاً، يتدفق إلى الشمال الشرقي من مجتمعات بلومنغتون، ولوكا، وويسترنبورت في ماريلاند، ثم عبر كيسير، فيرجينيا الغربية إلى كمبرلاند، ماريلاند. في كمبرلاند، يتحول النهر إلى الجنوب الشرقي. ينضم الفرع الشمالي إلى الفرع الجنوبي بين جرين سبرينج [الإنجليزية] ومستودع الفرع الجنوبي [الإنجليزية] بفرجينيا الغربية، بعدما قطع النهر 103 ميل (166 كـم) من مصدره،  حيث يتدفق عبر هانكوك بولاية ماريلاند ويتحول مرة أخرى إلى الجنوب الشرقي في طريقه نحو واشنطن العاصمة وخليج تشيسابيك.
يوضح الجدول التالي الروافد الرئيسية لنهر شمال فرع بوتوماك، مدرجة بالترتيب من المصدر إلى مصبه. توجد جداول روافد عديدة أخرى.
| روافد الفرع الشمالي لنهر بوتوماك |
| --- |
| - نهر ستوني (فرجينيا الغربية) - جدول أبرام ‏ (فرجينيا الغربية) - نهر سافاج ‏ (ماريلاند) - جدول جورج (ماريلاند) - لوريل ران (ماريلاند) - جدول نيو ‏ (فرجينيا الغربية) - ليمستون ران (فرجينيا الغربية) - وارير ران (ماريلاند) - جدول وايلز (بنسلفانيا/ماريلاند) - جدول براش (بنسلفانيا) - جدول ليتل وايلز ‏ (بنسلفانيا) - جدول إيفيتس (ماريلاند وبنسلفانيا) - جدول باترسون ‏ (فرجينيا الغربية) - جدول ميل (فرجينيا الغربية) - دانس ران ‏ (فرجينيا الغربية) - غرين سبرينغ ران ‏ (فرجينيا الغربية) |

### الفرع الجنوبي لنهر بوتوماك

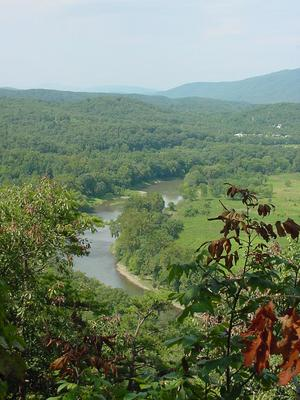
الفرع الجنوبي بالقرب من مستودع ساوث برانش ، فيرجينيا الغربية

تقع منابع نهر الفرع الجنوبي بوتوماك في الشمال الغربي في شمال غرب مقاطعة هايلاند، فيرجينيا بالقرب من هايتاون [الإنجليزية] على طول الحافة الشرقية لهضبة أليغيني [الإنجليزية]. بعد مسافة نهرية تبلغ 224 كيلومتر (139 ميل)، يقع مصب الفرع الجنوبي شرق غرين سبرينغ [الإنجليزية] في مقاطعة هامبشاير بفيرجينيا الغربية حيث يلتقي مع الفرع الشمالي لنهر بوتوماك ليشكل نهر بوتوماك.
يتشكل نهر بوتوماك في فرع جنوب فورك الجنوبي إلى الشمال مباشرة من طريق الولايات المتحدة 250 في مقاطعة هايلاند بفيرجينيا بالقرب من مونتيري، وسير مسافة 110.1 كيلومتر (68.4 ميل)  من الشمال إلى الشمال الشرقي إلى الفرع الجنوبي لنهر بوتوماك في مورفيلد في مقاطعة هاردي بفيرجينيا الغربية. من عام 1896 إلى عام 1929، أطلق عليه مجلس الأسماء الجغرافية اسم نهر مورفيلد لتجنب الالتباس مع الفرع الجنوبي.

### نهر بوتوماك العلوي
يشمل هذا الامتداد قسم نهر بوتوماك من التقاء فرعيه الشمالي والجنوبي عبر أوبيكون كريك [الإنجليزية] بالقرب من شبردزتاون بفيرجينيا الغربية.
| روافد نهر بوتوماك العلوي |
| --- |
| - نهر بوتوماك (ماريلاند/فرجينيا الغربية) - South Branch Potomac River (فرجينيا الغربية/فرجينيا) - Town Creek (ماريلاند/بنسلفانيا) - Little Cacapon River (فرجينيا الغربية) - North Fork Little Cacapon River (فرجينيا الغربية) - South Fork Little Cacapon River (فرجينيا الغربية) - Sideling Hill Creek (ماريلاند/بنسلفانيا) - Cacapon River (فرجينيا الغربية) - Capon Springs Run (فرجينيا الغربية) - Dillons Run (فرجينيا الغربية) - Edwards Run (فرجينيا الغربية) - Lost River (فرجينيا الغربية) - Mill Branch (فرجينيا الغربية) - North River (فرجينيا الغربية) - Grassy Lick Run (فرجينيا الغربية) - Tearcoat Creek (فرجينيا الغربية) - Bearwallow Creek (فرجينيا الغربية) - Trout Run (فرجينيا الغربية) - Sir Johns Run (فرجينيا الغربية) - Warm Spring Run (فرجينيا الغربية) - Tonoloway Creek (ماريلاند/بنسلفانيا) - Fifteenmile Creek (ماريلاند/بنسلفانيا) - Sleepy Creek (فرجينيا الغربية/فرجينيا) - Meadow Branch (فرجينيا الغربية) - Cherry Run (فرجينيا الغربية) - Back Creek (فرجينيا الغربية/فرجينيا) - Hogue Creek (فرجينيا) - Isaacs Creek (فرجينيا) - Tilhance Creek (فرجينيا الغربية) - Conococheague Creek (ماريلاند/بنسلفانيا) - Back Creek (بنسلفانيا) - Opequon Creek (فرجينيا الغربية/فرجينيا) - Middle Creek (فرجينيا الغربية) - Mill Creek (فرجينيا الغربية/فرجينيا) - Tuscarora Creek (فرجينيا الغربية) |

### نهر بوتوماك السفلي

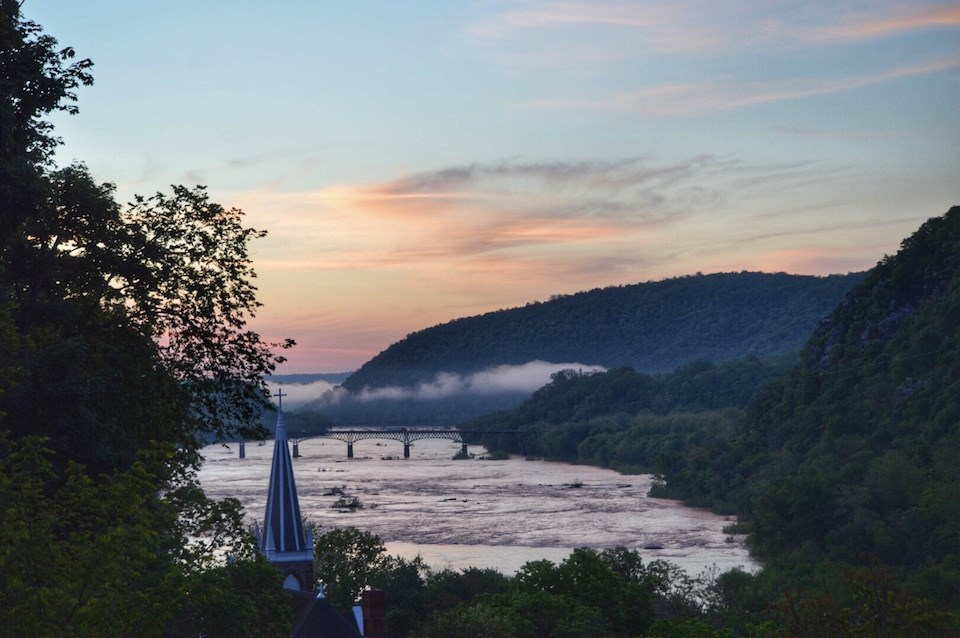
منظر شروق الشمس من جيفرسون روك في هاربرز فيري بفيرجينيا الغربية. (يوجد عن بعد جسر ساندي هوك فوق نهر بوتوماك الذي يربط ماريلاند (الضفة اليسرى) بفيرجينيا على طول طريق الولايات المتحدة السريع 340 .)

يغطي هذا القسم نهر بوتوماك من أعلى هاربرز فيري في فيرجينيا الغربية وصولاً إلى ليتل فولز بولاية ماريلاند على الحدود بين ماريلاند وواشنطن العاصمة.
| روافد نهر بوتوماك السفلي |
| --- |
| - Antietam Creek (بنسلفانيا/ماريلاند) - East Branch (بنسلفانيا) - West Branch (بنسلفانيا) - Red Run (بنسلفانيا) - Falls Creek (بنسلفانيا) - Little Antietam Creek (ماريلاند) - Beaver Creek (ماريلاند) - Marsh Run (ماريلاند) - Shenandoah River (فرجينيا الغربية/فرجينيا) - North Fork Shenandoah River (فرجينيا) - Cedar Creek (فرجينيا) - Smith Creek (فرجينيا) - South Fork Shenandoah River (فرجينيا) - Catoctin Creek (فرجينيا) - Catoctin Creek (ماريلاند) - Tuscarora Creek (ماريلاند) - Monocacy River (ماريلاند) - Bennett Creek (ماريلاند) - Ballenger Creek (ماريلاند) - Bush Creek (ماريلاند) - Linganore Creek (ماريلاند) - Carroll Creek (ماريلاند) - Tuscarora Creek (ماريلاند) - Double Pipe Creek (ماريلاند) - Toms Creek (بنسلفانيا) - Marsh Creek (بنسلفانيا/ماريلاند) - Rock Creek (بنسلفانيا/ماريلاند) - Little Monocacy River (ماريلاند) - Broad Run (ماريلاند) - Goose Creek (فرجينيا) - Little River (فرجينيا) - Sycolin Creek (فرجينيا) - Tuscarora Creek (فرجينيا) - Cattail Branch (فرجينيا) - Broad Run (فرجينيا) - Horsepen Run (فرجينيا) - Cabin Branch (فرجينيا) - Beaverdam Run (فرجينيا) - Horsepen Branch (ماريلاند) - Sugarland Run (فرجينيا) - Seneca Creek (ماريلاند) - Dry Seneca Creek (ماريلاند) - Little Seneca Creek (ماريلاند) - Tenmile Creek (ماريلاند) - Great Seneca Creek (ماريلاند) - Old Sugarland Run (فرجينيا) - Muddy Branch (ماريلاند) - Nichols Run (فرجينيا) - Watts Branch (ماريلاند) - Limekiln Branch (ماريلاند) - Carroll Branch (ماريلاند) - Pond Run (فرجينيا) - Clarks Branch (فرجينيا) - Mine Run Branch (فرجينيا) - Difficult Run (فرجينيا) - Bullneck Run (فرجينيا) - Rock Run (ماريلاند) - Scott Run (فرجينيا) - Dead Run (فرجينيا) - Turkey Run (فرجينيا) - Cabin John Creek (ماريلاند) - Minnehaha Branch (ماريلاند) - Little Falls Branch (ماريلاند) |

### نهر تيدال بوتوماك

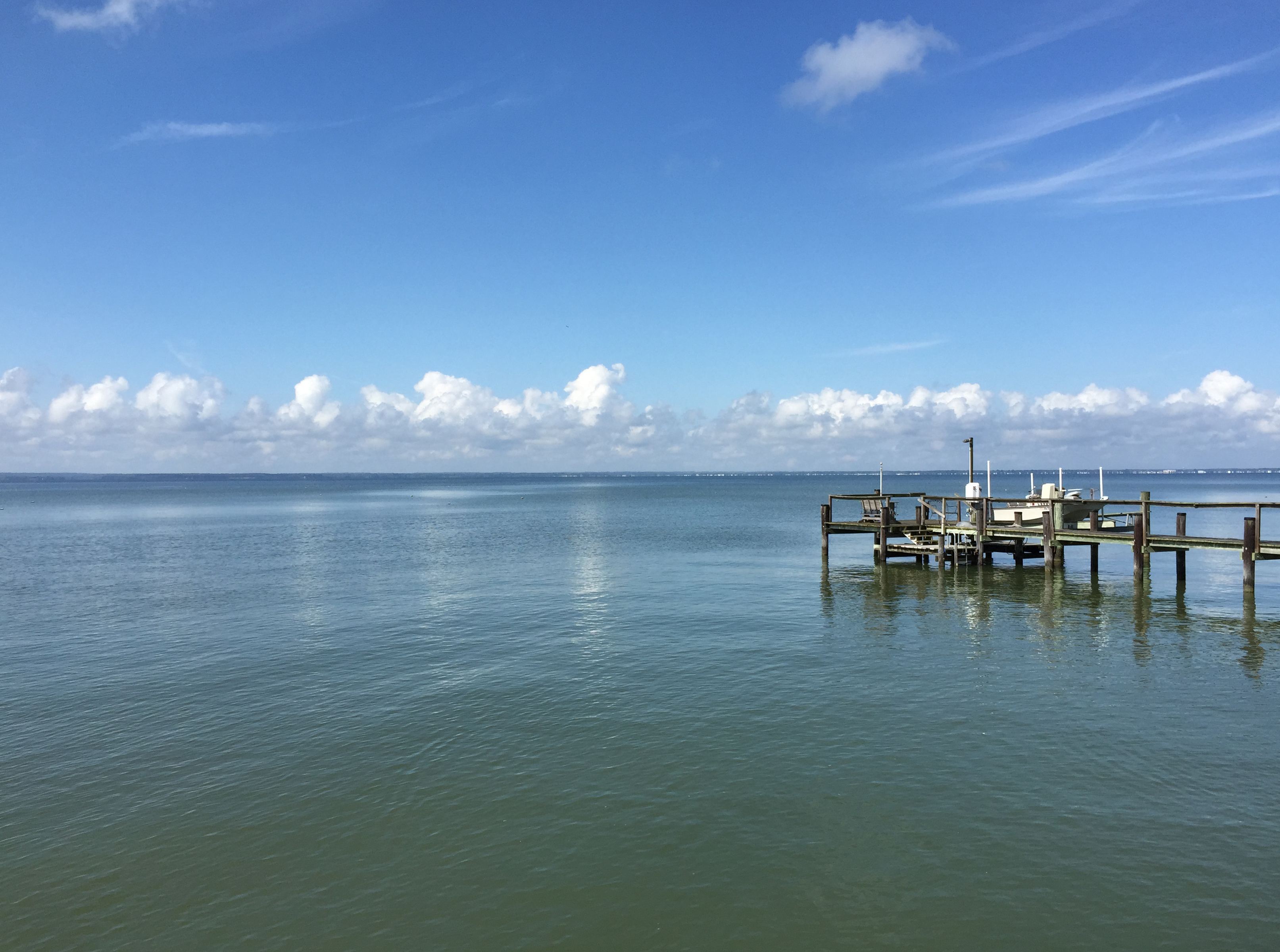
عرض الجنوب الغربي عبر نهر تيدال بوتوماك من الطرف الجنوبي لطريق جزيرة كوب في جزيرة كوب ، مقاطعة تشارلز ، ماريلاند

يقع نهر تيدال بوتوماك تحت خط فال [الإنجليزية]. هذا الامتداد الذي يبلغ طوله 174 كم يشمل بوتوماك من مسافة قصيرة أسفل خط واشنطن العاصمة - مقاطعة مونتغومري، أسفل مجرى نهر ليتل فولز في نهر بوتوماك، إلى خليج تشيسابيك.
| Tributaries of the Tidal Potomac River |
| --- |
| - Pimmit Run (فرجينيا) - Gulf Branch (فرجينيا) - Donaldson Run (فرجينيا) - Windy Run (فرجينيا) - Spout Run (فرجينيا) - Maddox Branch (مقاطعة كولومبيا) - Foundry Branch (مقاطعة كولومبيا) - Rock Creek (مقاطعة كولومبيا/ماريلاند) - Rocky Run (فرجينيا) (paved over) - Tiber Creek (مقاطعة كولومبيا) (paved over) - Roaches Run (فرجينيا) - Washington Channel (مقاطعة كولومبيا) - نهر أناكوستيا (مقاطعة كولومبيا/ماريلاند; Buzzard Point) - Stickfoot Branch (مقاطعة كولومبيا) - Pope Branch (مقاطعة كولومبيا) - Watts Branch (مقاطعة كولومبيا/ماريلاند) - Hickey Run (مقاطعة كولومبيا) - Beaverdam Creek (مقاطعة كولومبيا/ماريلاند) - Northwest Branch Anacostia River (ماريلاند) - Sligo Creek (ماريلاند) - Northeast Branch Anacostia River (ماريلاند) - Paint Branch (ماريلاند) - Four Mile Run (فرجينيا) - Lubber Run (فرجينيا) - Long Branch (upper) (فرجينيا) - Doctors Run (Doctors Branch) (فرجينيا) - Lucky Run (فرجينيا) (paved over) - Long Branch (lower) (فرجينيا) - Oxon Creek (مقاطعة كولومبيا/ماريلاند) - Hunting Creek (فرجينيا) - Cameron Run (فرجينيا) - Backlick Run (فرجينيا) - Holmes Run (فرجينيا) - Hooff Run (فرجينيا) - Broad Creek (ماريلاند) - Henson Creek (ماريلاند) - Swan Creek (ماريلاند) - Piscataway Creek (ماريلاند) - Little Hunting Creek (فرجينيا) - Dogue Creek (فرجينيا) - Accotink Creek (فرجينيا) - Pohick Creek (فرجينيا) - Pomonkey Creek (ماريلاند) - Occoquan River (فرجينيا) - Bull Run (فرجينيا) - Broad Run (فرجينيا) - Cedar Run (فرجينيا) - Neabsco Creek (فرجينيا) - Powell's Creek (فرجينيا) - Mattawoman Creek (ماريلاند) - Chicamuxen Creek (ماريلاند) - Quantico Creek (فرجينيا) - Little Creek (فرجينيا) - Chopawamsic Creek (فرجينيا) - Tank Creek (فرجينيا) - Aquia Creek (فرجينيا) - Potomac Creek (فرجينيا) - Accokeek Creek (فرجينيا) - Nanjemoy Creek (ماريلاند) - Chotank Creek (فرجينيا) - Port Tobacco River (ماريلاند) - Popes Creek (ماريلاند) - Gambo Creek (فرجينيا) - Clifton Creek (ماريلاند) - Piccowaxen Creek (ماريلاند) - Upper Machodoc Creek (فرجينيا) - Cuckold Creek (ماريلاند) - Wicomico River (ماريلاند) - Cobb Island (ماريلاند) - Monroe Creek (فرجينيا) - Mattox Creek (فرجينيا) - Popes Creek (فرجينيا) - Breton Bay, Leonardtown (ماريلاند) - St. Marys River (ماريلاند) - Yeocomico River (فرجينيا) - Coan River (فرجينيا) - Hull Creek (فرجينيا) - Sword's Creek (ماريلاند) |

## أعلام
- توماس ووكر غيلمر (1802 – 1844 م) سياسي، ومحام من الولايات المتحدة الأمريكية ولد في مقاطعة ألبمارل.[60][61][62] وهو عضو في حزب اليمين، والحزب الديمقراطي الأمريكي.
- كيمي كراوفورد (مواليد 25 أكتوبر 1992) ممثلة أميركية، مقدمة تلفزيونية، وملكة الجمال التي توجت بمسابقة ملكة جمال مراهقات أمريكا عام 2010 في 24 يوليو 2010
- أبل باركر أبشر (1790- 1844) وزير خارجية الولايات المتحدة (1843- 1844) عمل علي ضم تكساس، قٌتل في انفجار وقع لسفينة الولات المتحدة برنستون، خلفه جون كهلون.[63][64][65]

## صور إضافية

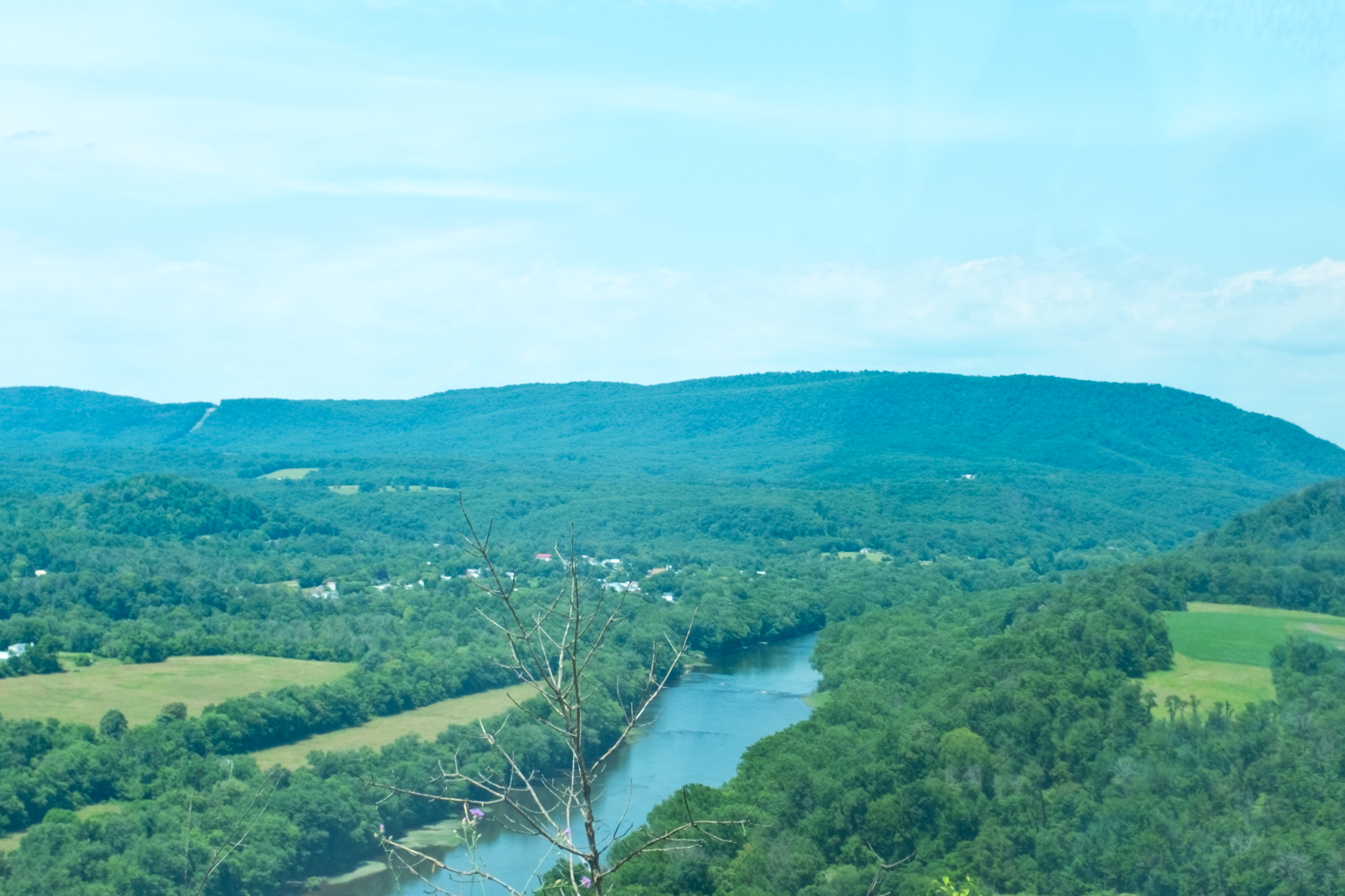
التقاء Cacapon River (بالكاد مرئي) مع نهر بوتوماك

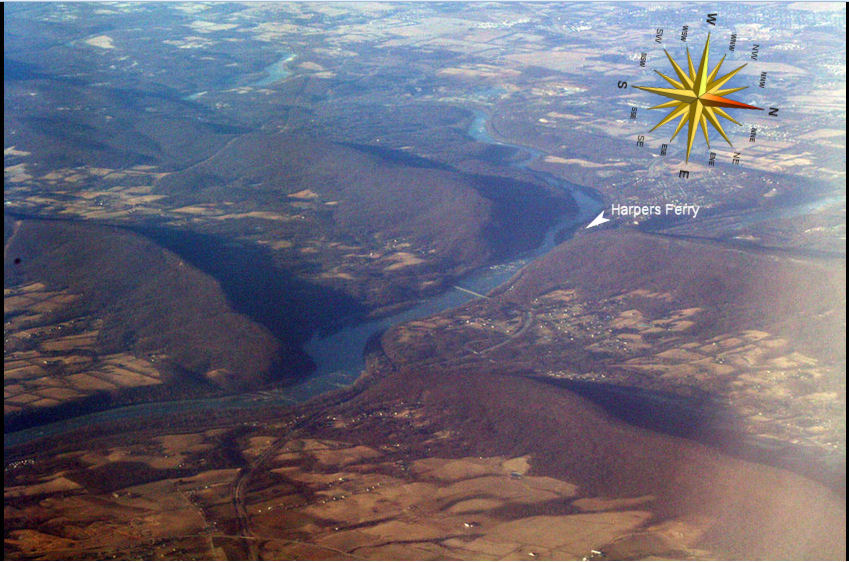
صورة جوية مائلة، تواجه الجنوب الغربي، لنهر بوتوماك الذي يتدفق عبر فجوات المياه في جبال بلو ريدج. فرجينيا على اليسار، وماريلاند على اليمين، فرجينيا الغربية في أعلى اليمين، بما في ذلك هاربرز فيري (محجوب جزئيًا بواسطة مرتفعات ماريلاند لجبل إلك ريدج) عند التقاء نهري بوتوماك وشيناندواه

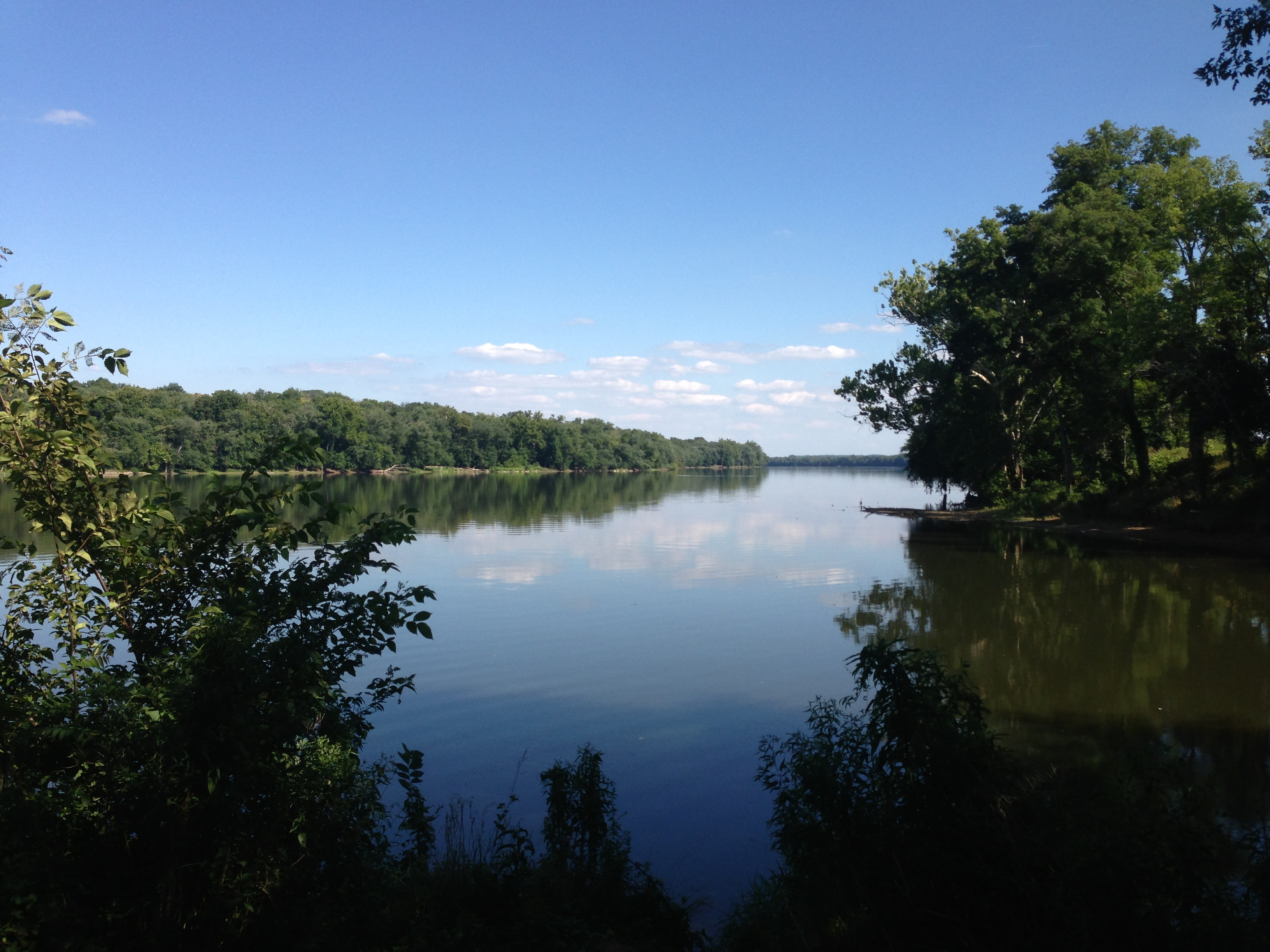
نهر بوتوماك في غوس كريك

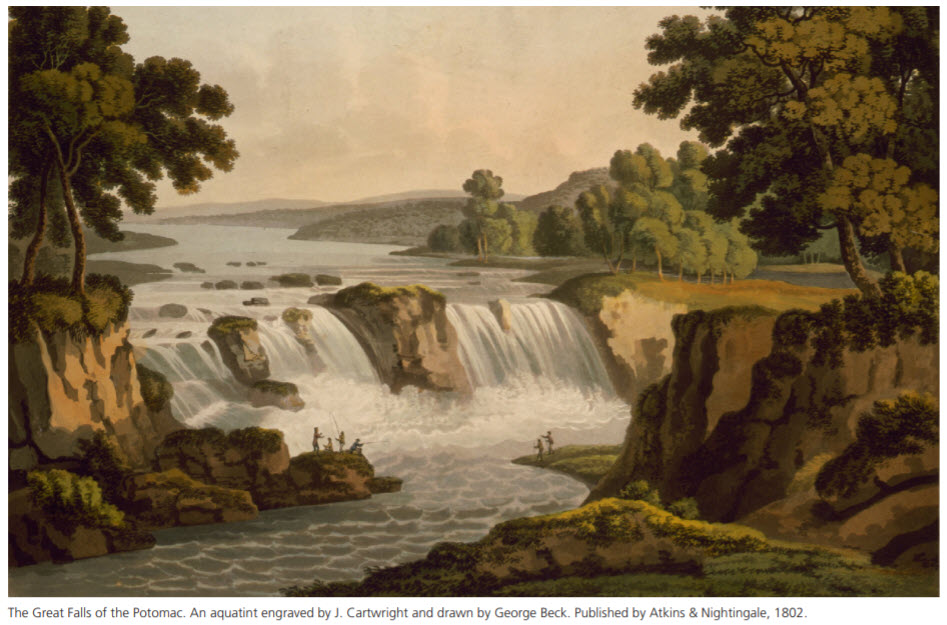
الشلالات الكبرى من بوتوماك, يُنظر إليها من ضفة نهر فيرجينيا (نقش يستند إلى رسم مائي رسمه جورج بيك

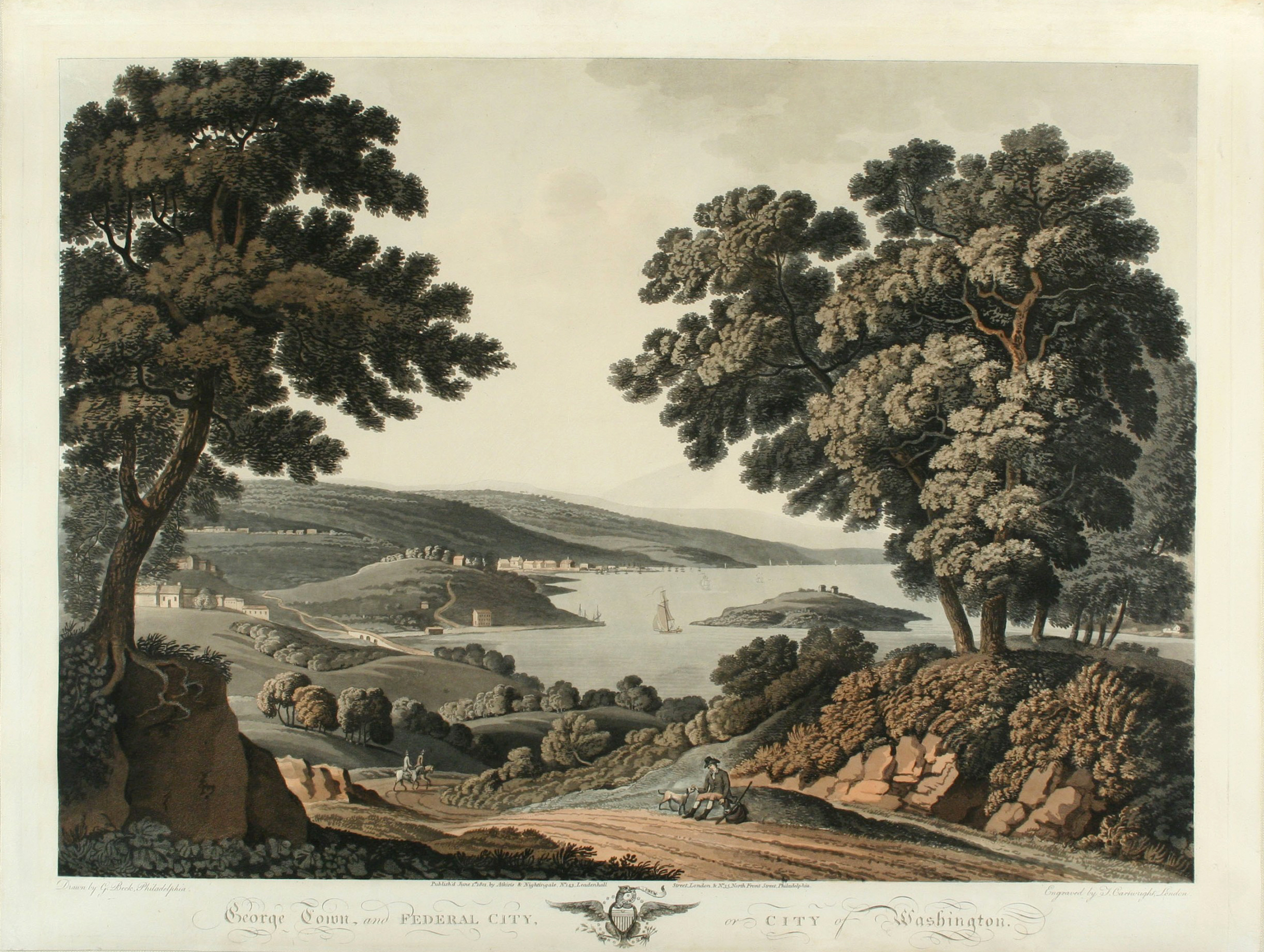
منظر لنهر بوتوماك, Theodore Roosevelt Island، جورجتاون، وعلى بعد، المباني الوليدة لمدينة واشنطن. (نقش على أساس لوحة مائية 1801 بواسطة جورج بيك)

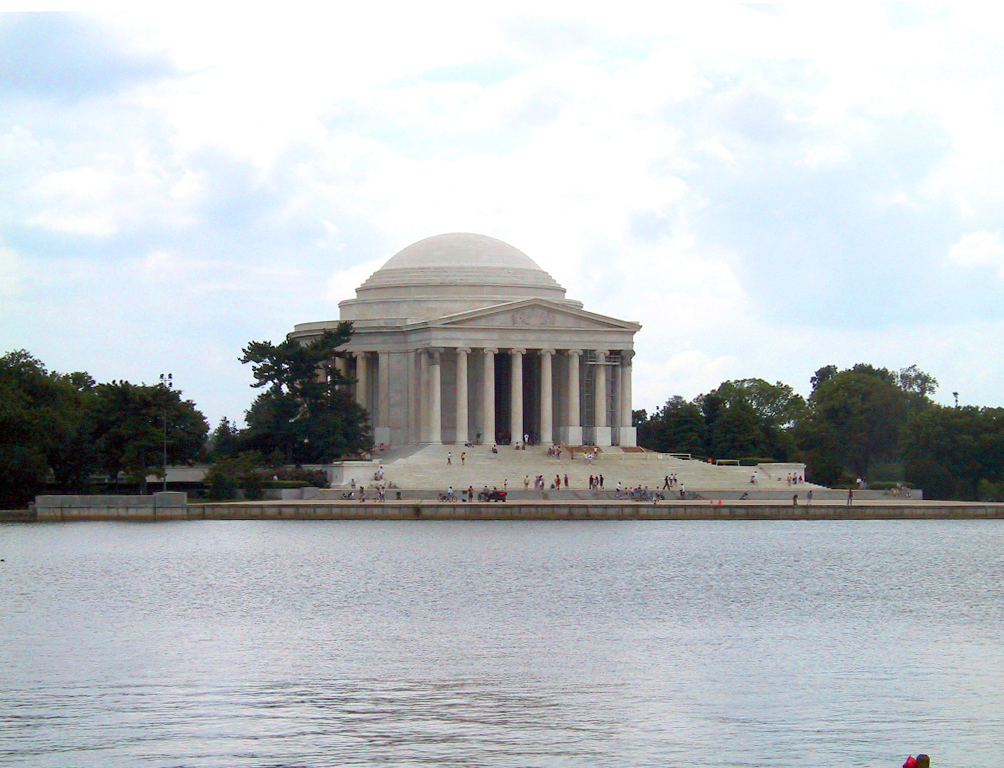
Jefferson Memorial في واشنطن العاصمة, ينظر إليها من جميع أنحاء من حوض تيدال لبوتوماك

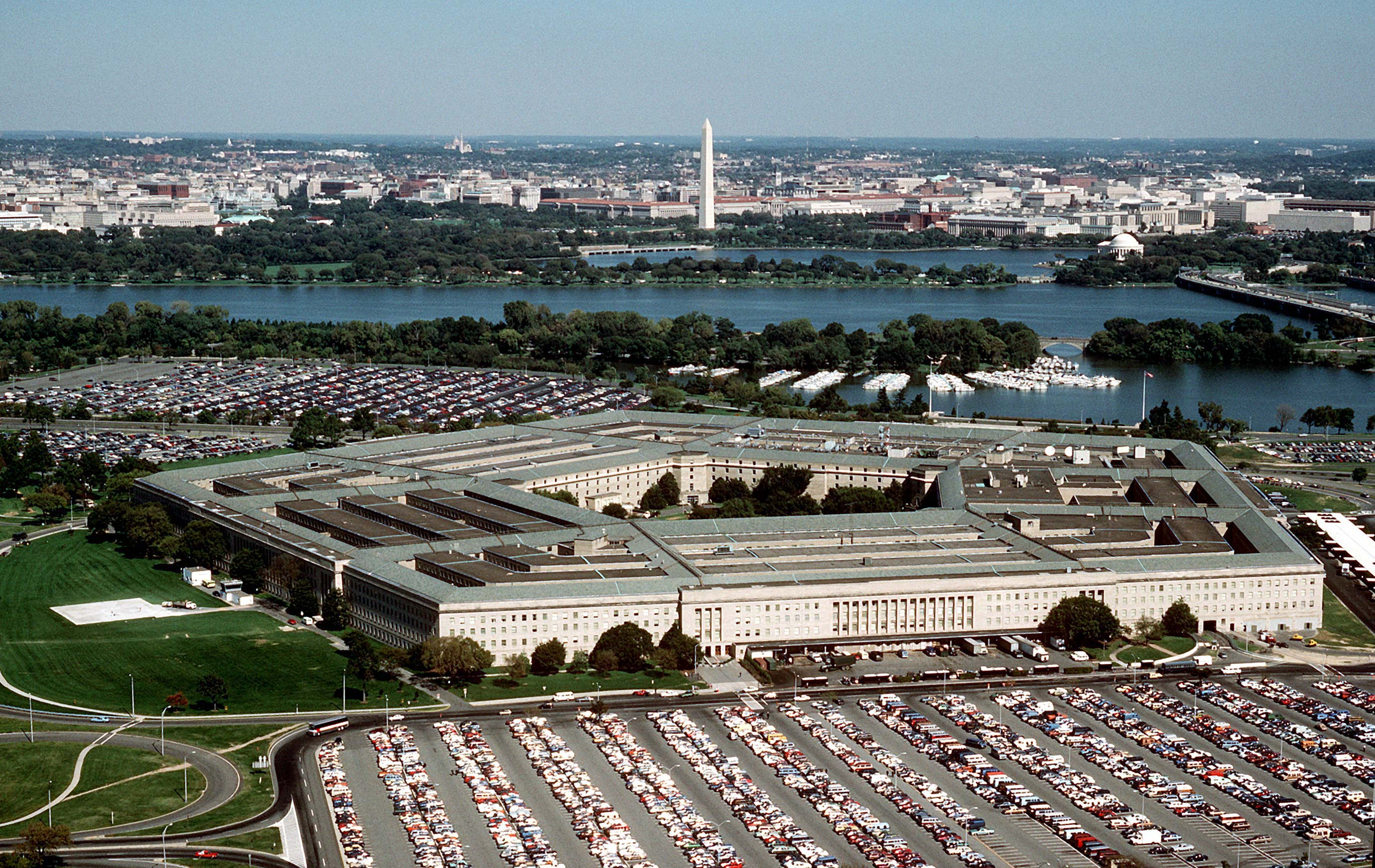
منظر The Pentagon إلى الشمال الشرقي مع بوتوماك من بعيد.

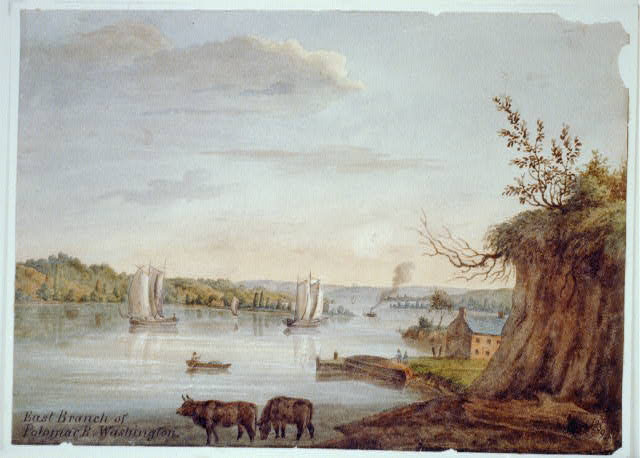
الفرع الشرقي من بوتوماك (يسمى الآن Anacostia River) بالقرب من التقائه مع البوتوماك الأساسي في واشنطن. (لوحة مائية مرسومة عام 1839 بواسطة أوغسطس كولنر)

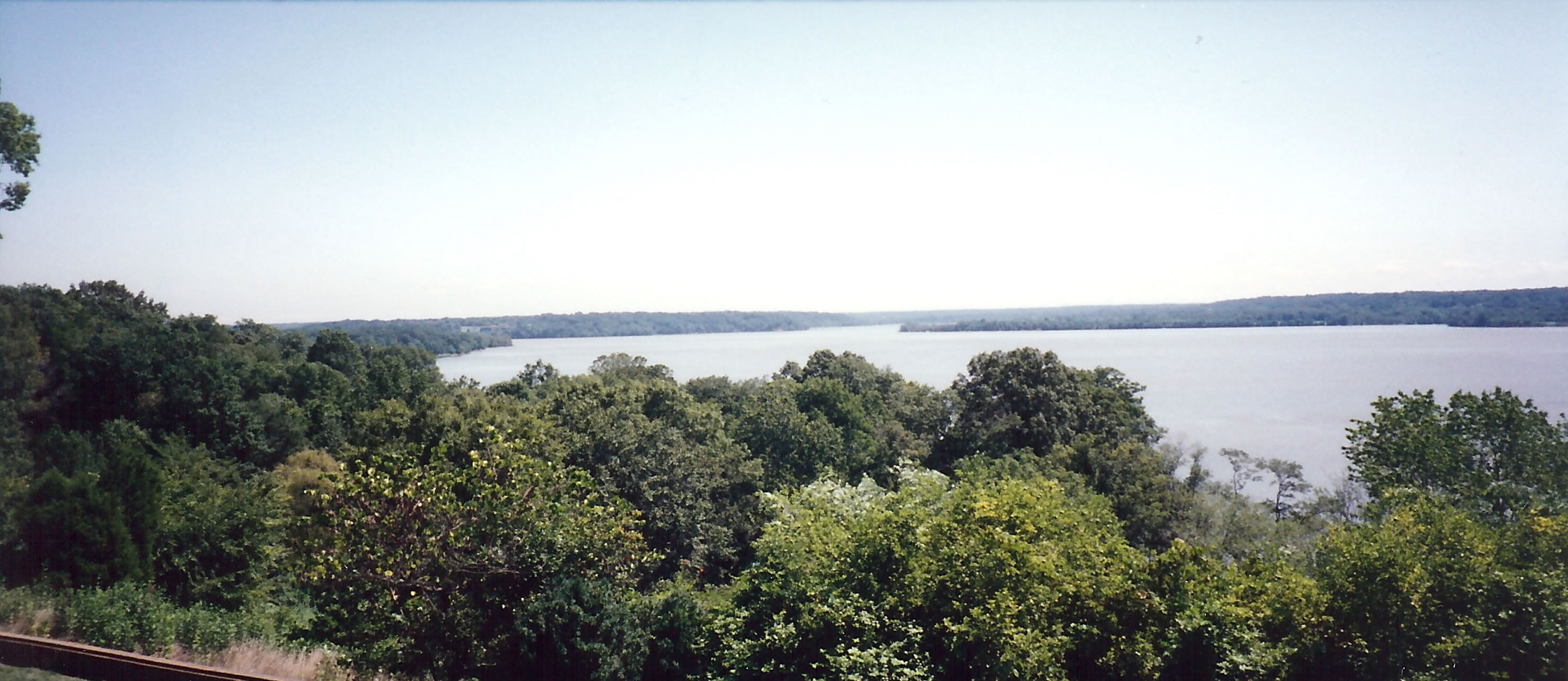
منظر لنهر بوتوماك من Mount Vernon

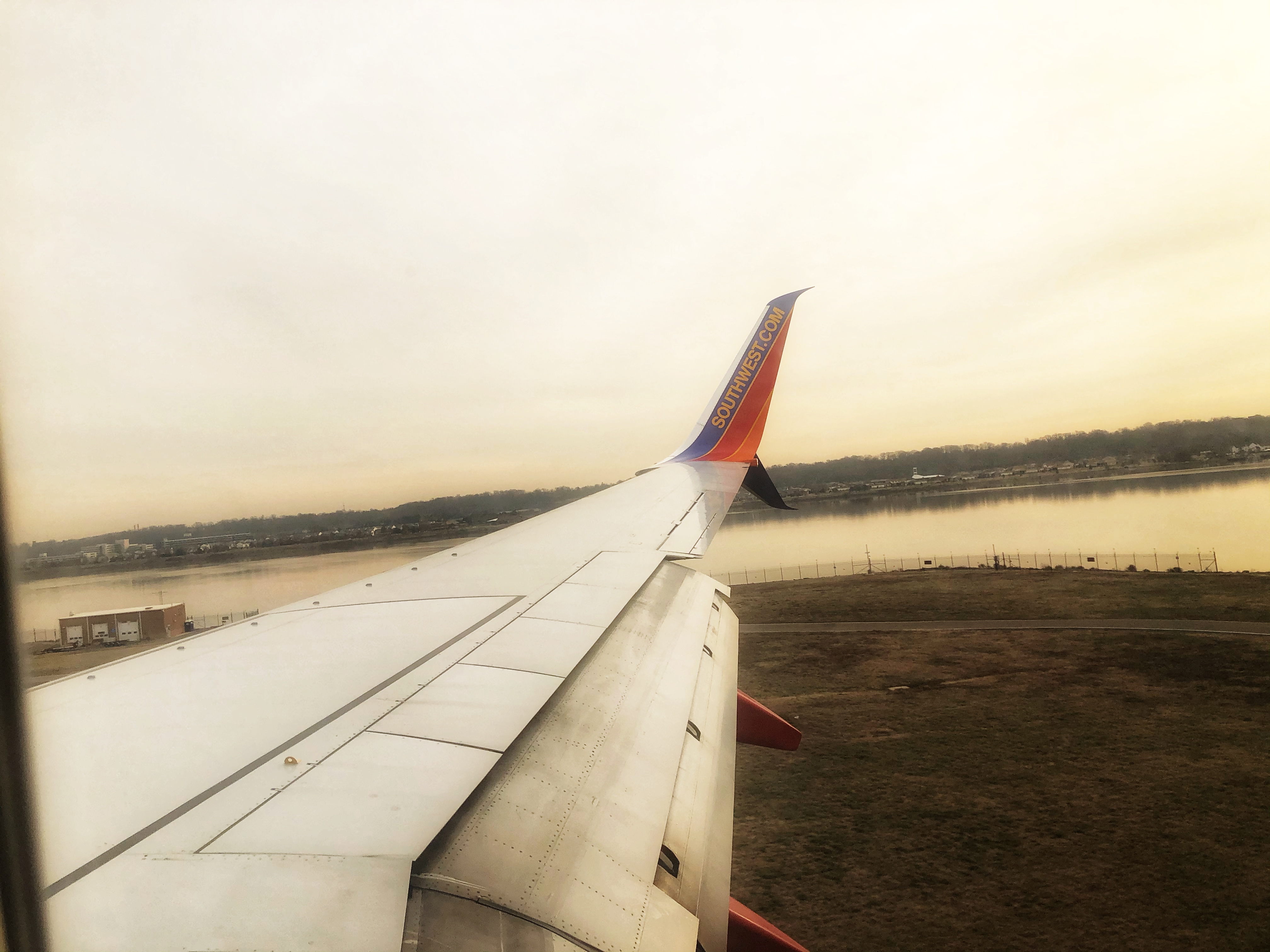
منظر لنهر بوتوماك أثناء الهبوط في Reagan National Airport

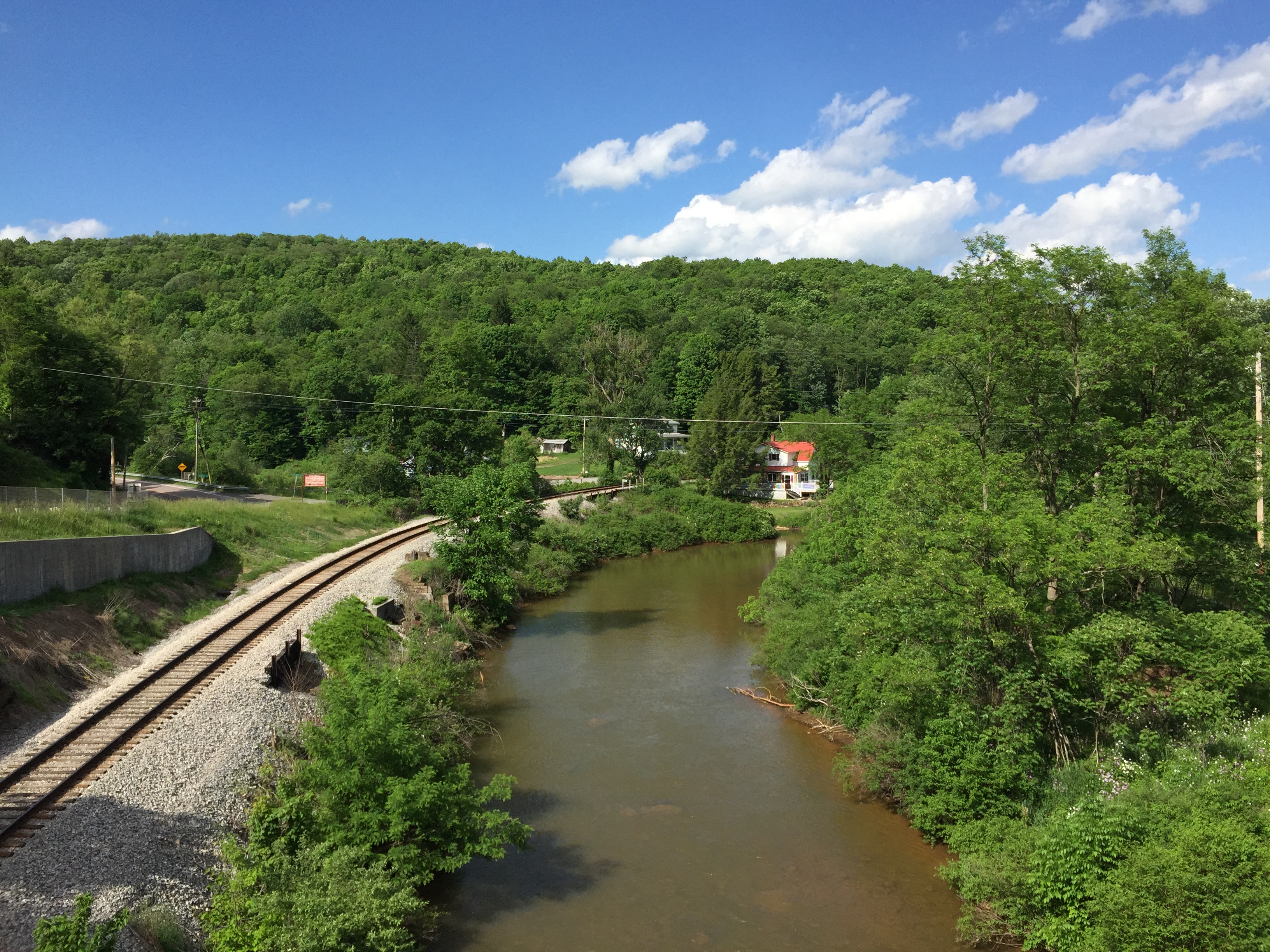
المنظر الشمالي الشرقي أسفل الفرع الشمالي لنهر بوتوماك من جسر غورمان غورمانيا (طريق الولايات المتحدة رقم 50) بين غورمانيا، مقاطعة غرانت بولاية فيرجينيا الغربية وغورمان، مقاطعة غاريت بولاية ماريلاند

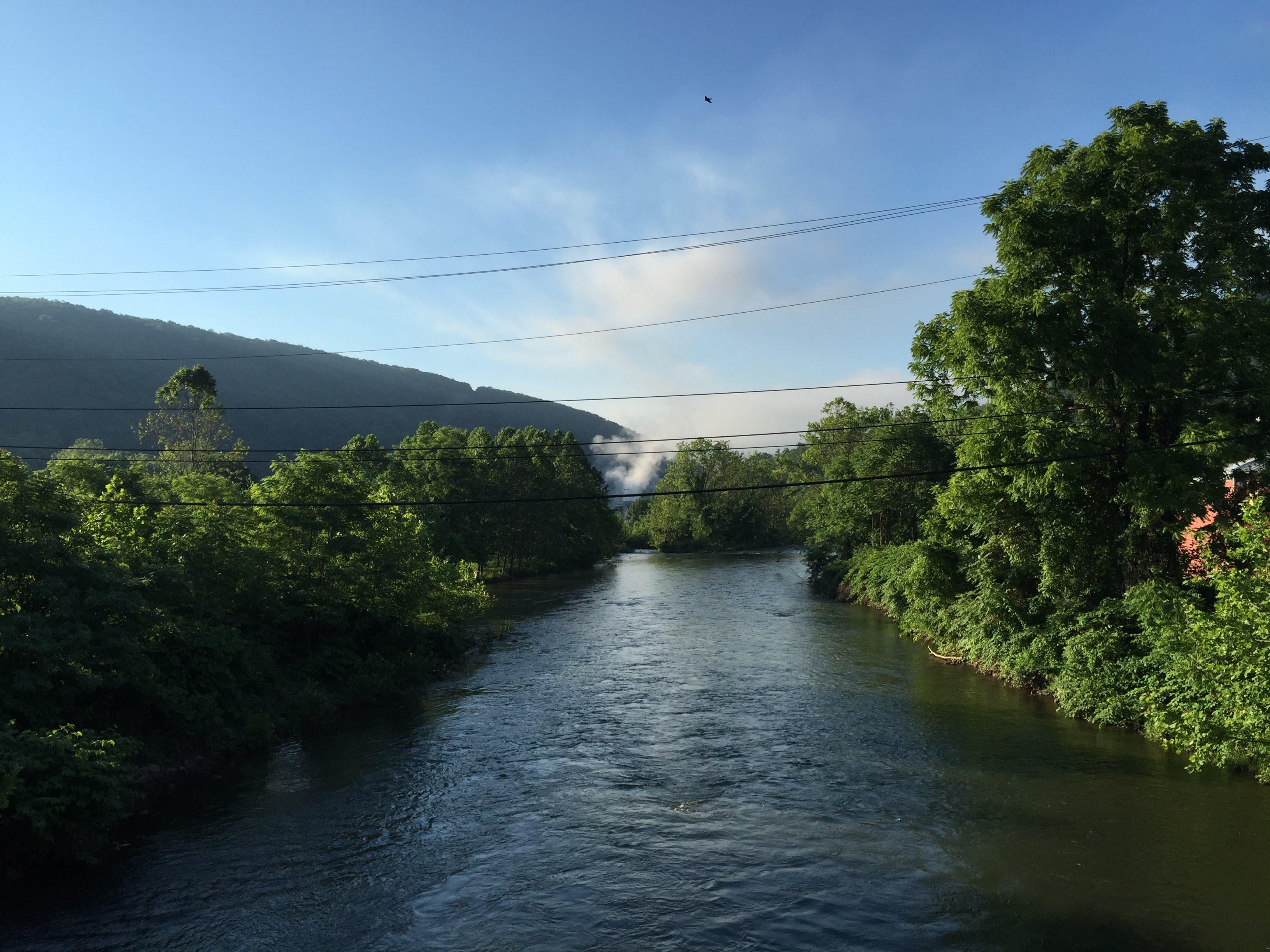
الفرع الشمالي لنهر بوتوماك بالقرب من بيدمونت بفرجينيا الغربية.

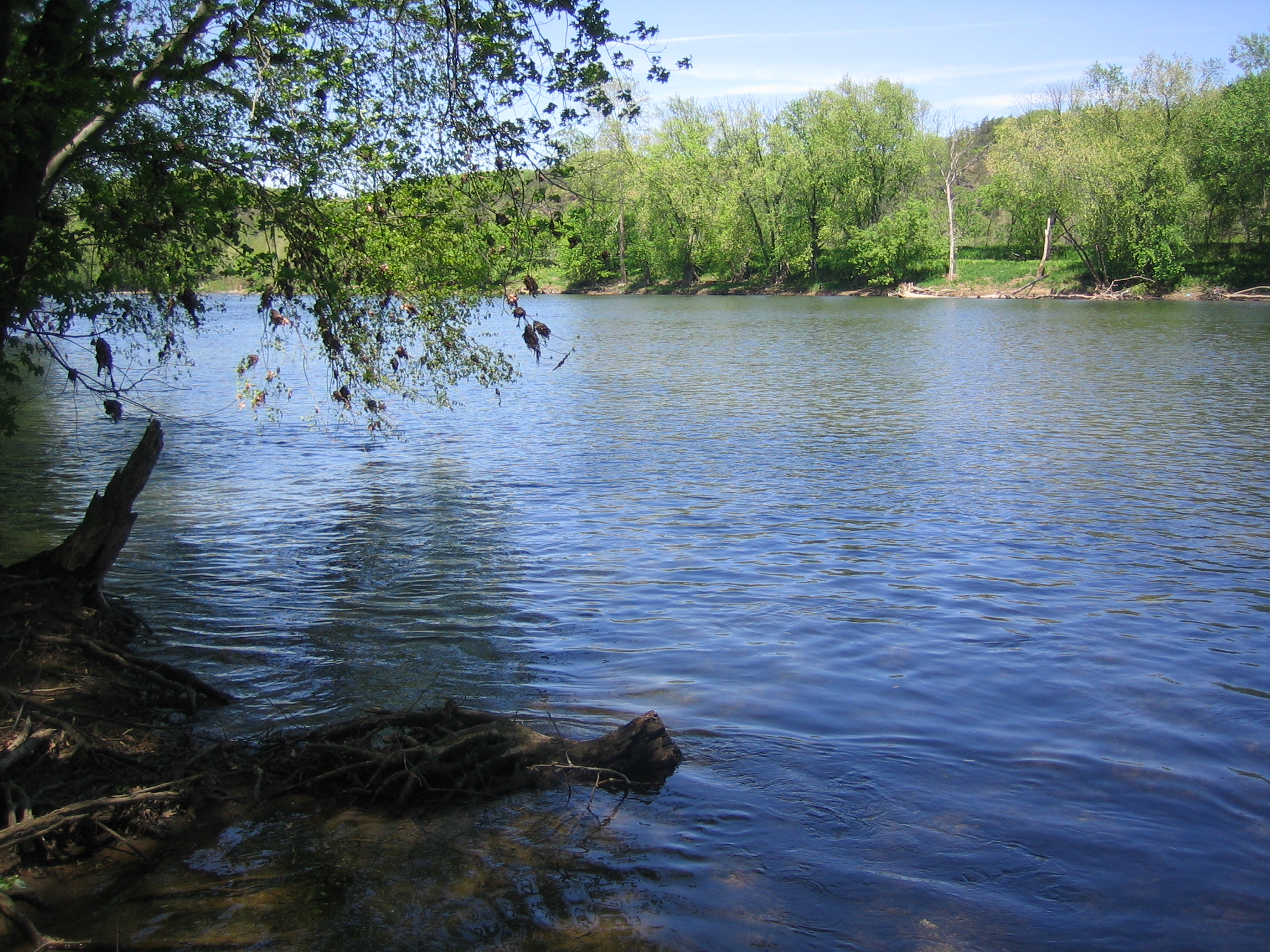
جنوب نهر بوتوماك بالقرب من مستودع الفرع الجنوبي بفرجينيا الغربية.

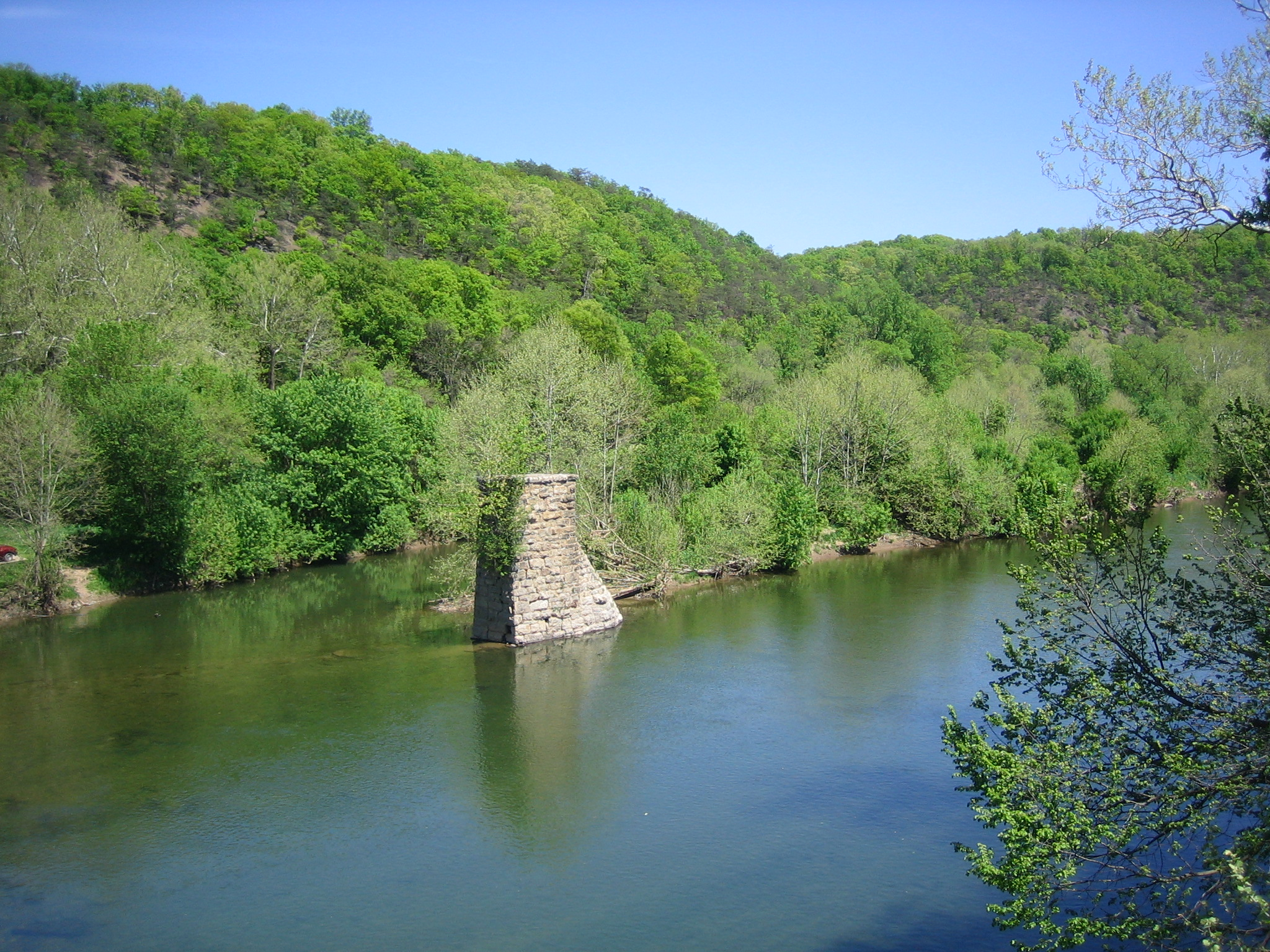
الفرع الجنوبي لنهر بوتوماك في ميل ميلسون بفرجينيا الغربية

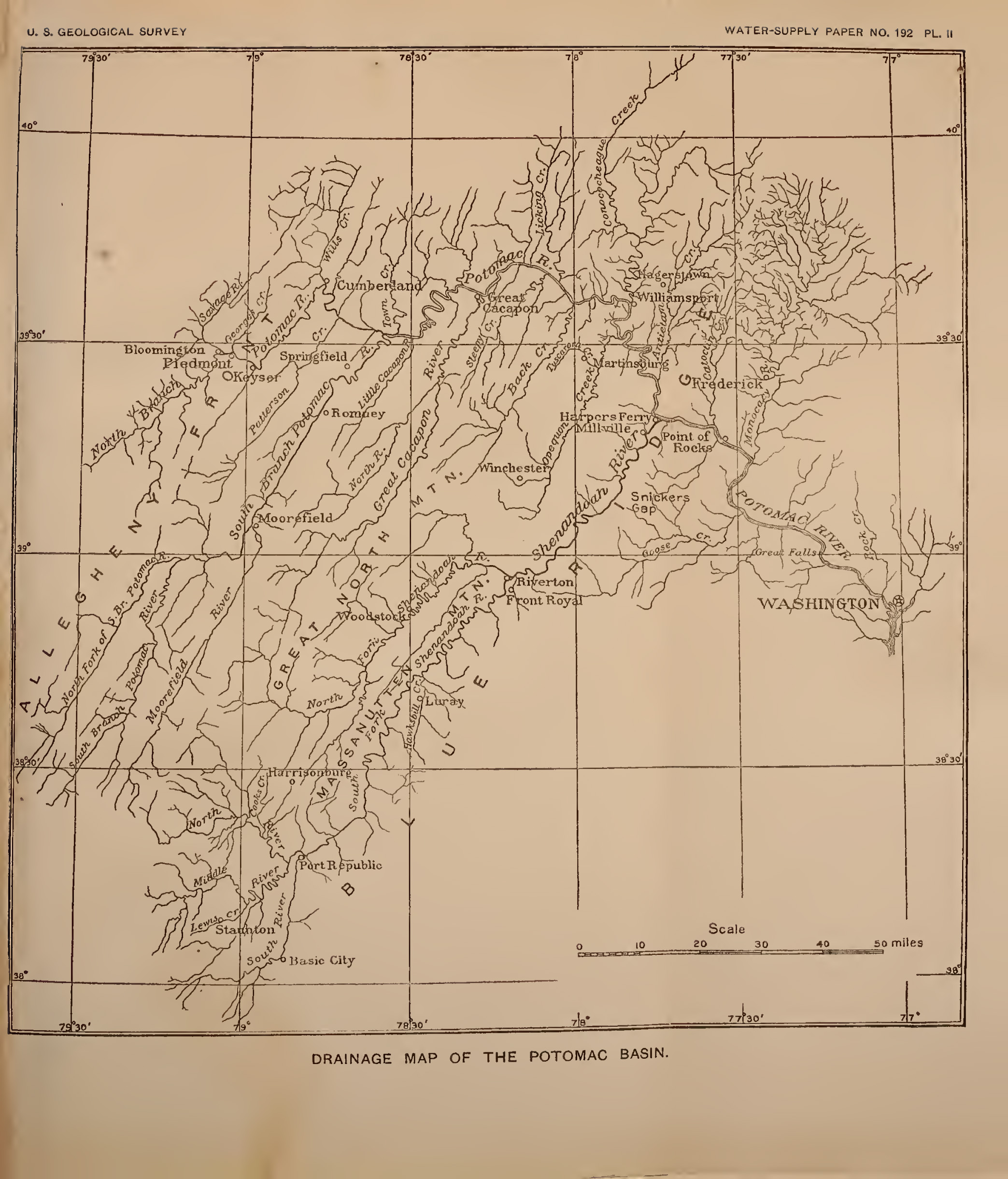
مستجمع مياه نهر بوتوماك في وست فرجينيا وفرجينيا وبنسلفانيا وماريلاند

| بوتوماك العلوي والسفلي | نهر تيدال بوتوماك | أخرى |

## روابط خارجية
- خدمة التنبؤ الهيدرولوجي المتقدمة - بالتيمور / واشنطن (الجنيه الاسترليني ، فيرجينيا) - بما في ذلك مستويات نهر بوتوماك
  - منسوب نهر بوتوماك في ويليامسبورت
  - مستوى نهر بوتوماك في هاربرز فيري
  - منسوب نهر بوتوماك عند نقطة الصخور
  - منسوب نهر بوتوماك في ليتل فولز
  - مستوى نهر بوتوماك في شارع ويسكونسن
- جيولوجيا منطقة العاصمة الوطنية: دليل رحلة ميدانية (2004) تم تحريره بواسطة سكوت ساوثوورث ، ويليام شابين بيرتون ، ريستون ، فيرجينيا: هيئة المسح الجيولوجي الأمريكية
- لجنة ما بين الولايات لحوض نهر بوتوماك (ICPRB)
- حفظ بوتوماك
- ممر Potomac Heritage National Scenic Trail
- حارس نهر بوتوماك
- الجدول الزمني بوتوماك (التركيز على جودة المياه) من قبل لجنة ما بين الولايات لحوض نهر بوتوماك (ICPRB)
- المائدة المستديرة لمستجمعات المياه بوتوماك
- تحالف الأمير وليام للحفظ
- اتحاد فرع الجنوب
- النهر والصخور: القصة الجيولوجية للشلالات العظيمة ومضيق نهر بوتوماك (الطبعة الثانية ، 1980) بقلم جون سي ريد جونيور وآخرون ، واشنطن العاصمة: مكتب طباعة حكومة الولايات المتحدة ؛ متوفر أيضًا بتنسيق pdf قابل للتنزيل
- نهر من سبعة طوابق: الجيومورفولوجيا لقناة نهر بوتوماك بين Blockhouse Point ، ماريلاند ، وجورج تاون ، مقاطعة كولومبيا ، مع التركيز على مجمع Gorge أسفل Great Falls (1997) بواسطة E-an Zen ، Reston ، VA: US Geological Survey
- إيكولوجيا الخضار في POTOMAC GORGE من قبل قسم فيرجينيا للحفظ والاستجمام ، قسم التراث الطبيعي
- تحالف وست فرجينيا ريفرز
- صيد سمك السلمون المرقط وسمولماوث في الفرع الشمالي من نهر بوتوماك
- وايد وشورلاين يصطادان نهر بوتوماك من أجل سمولموث باس

## الهوامش
1 : في خمسينيات القرن التاسع عشر، بني فيلق المهندسين بالجيش الأمريكي سد التحويل في غريت فولز، والذي يُطلق عليه غالبًا سد القناة، جزءً من المشروع الذي كلفه الكونغرس بتزويدهم بالمياه النظيفة من الأعالي. غريت فولز إلى واشنطن العاصمة. تتدفق المياه المحولة بواسطة السد مسافة 12 ميلاً عبر خط أنابيب يبلغ قطره 9 أقدام إلى خزان داليكارليا على مشارف المدينة حيث يُسمح لها أولاً بالاستقرار ثم تصفى وتنقى قبل توزيعها على المستهلكين. منذ عام 1927، وُفرت المياه الصالحة للشرب من داليكارليا إلى مقاطعة أرلينغتون وبعض الأقسام الأخرى من شمال فيرجينيا القريبة من خلال ثلاثة خطوط أنابيب قطرها 20 بوصة تعبر بوتوماك تحت سطح جسر تشين. بالإضافة إلى ذلك، توجد قناة قريبة بقطر 4 أقدام بُنيت في عام 1967 والتي تعبر بوتوماك أسفل قاع النهر والتي تستخدم بشكل أساسي لأغراض التخزين الاحتياطي.
2 : مصب نهر بوتوماك: من جسر تشين في واشنطن العاصمة إلى بوينت لوكاوت عند التقاء خليج تشيسابيك، يعتبر مصب بوتوماك مصبًا طويلًا وضيقًا - حوالي 189 كم. مع العديد من روافده وخلجانه، فإن مصب بوتوماك لديه خط ساحلي يبلغ 1800 كيلومتر. يتعرج المصب في اتجاه جنوبي جنوبي شرقي، باستثناء منحنى حاد في منتصف الlshv نحو أسفل النهر. يحتوي المصب على ثلاث مناطق محددة ومتميزة. المنطقة العليا، من جسر تشاين إلى إنديان هيد، وهي منطقة المد والجزر للمياه العذبة، مع ملوحة أقل من 0.5 جزء في الألف (جزء لكل ألف). الامتداد الأوسط، بين نديان هيد وجسر الطريق رقم 301 في مورغانتاون، هو المنطقة الانتقالية. تتراوح ملوحة هذه المنطقة من 0.5 إلى 7.0 جزء من الألف، وغالبًا ما يشار إليها باسم منطقة العكارة القصوى. المنطقة السفلية، من جسر 301 إلى نقطة مراقبة، ذات ملوحة تتراوح من 7 إلى 16 جزء في المليون. مقدمة] 